# Liste der Monuments historiques in Nancy
Die Liste der Monuments historiques in Nancy führt die Monuments historiques in der französischen Gemeinde Nancy auf.

## Liste der Immobilien
| Bezeichnung                                                                       | Beschreibung | Standort                                               | Kennzeichnung | Schutzstatus                  | Datum          | Bild           |
| --------------------------------------------------------------------------------- | --- | ------------------------------------------------------ | ------------- | ----------------------------- | -------------- | -------------- |
| Hôtel de Fontenoy                                                                 | 1722/23 gebaut, um 1860 umgestaltet; heute Gerichtsgebäude | 4, 6 rue du Haut-Bourgeois (Lage)                      | PA00106116    | Inscrit                       | 1944           | weitere Bilder |
| Wohnhaus                                                                          | aus dem 18. Jahrhundert; mit Brunnen im Hof | 26 place de la Carrière (Lage)                         | PA00106159    | Inscrit Classé                | 1925 1945      | weitere Bilder |
| Hôtel de Stainville                                                               | 1619 erbaut | 9 rue Mably (Lage)                                     | PA00106125    | Classé                        | 1944           |                |
| Hôtel de Ludres                                                                   | von 1713 bis 1715 erbaut, Architekt Germain Boffrand, im 19. Jahrhundert verändert | 11 place du Colonel-Fabien (Lage)                      | PA00106120    | Inscrit                       | 1944           | weitere Bilder |
| Hôtel de Martigny                                                                 | im 16. Jahrhundert erbaut | 2 rue de Guise (Lage)                                  | PA00106122    | Inscrit                       | 1944           | weitere Bilder |
| Hôtel Hocquet                                                                     | aus dem dritten Viertel des 18. Jahrhunderts, 1975 innen vollständig umgestaltet; heute Verwaltungsgebäude | 1 rue Lyautey (Lage)                                   | PA00106238    | Inscrit                       | 1944           |                |
| Caserne Thiry                                                                     | 1765 bis 1769 erbaut, Architekt Richard Mique | Rue Sainte-Catherine (Lage)                            | PA00106101    | Inscrit                       | 1952           | weitere Bilder |
| Croix-Gagnée                                                                      | Wegekreuz, 16. Jahrhundert | Rue de la Croix-Gagnée (Lage)                          | PA00106107    | Classé                        | 1922           | weitere Bilder |
| Kirche Notre-Dame-de-Bonsecours                                                   | von 1738 bis 1741 erbaut, Architekt Emmanuel Héré | 256 avenue de Strasbourg (Lage)                        | PA00106108    | Classé                        | 1906           | weitere Bilder |
| Kirche St-Sébastien                                                               | von 1720 bis 1731 erbaut, Architekt Jean Nicolas Jenneson | Rue Saint-Sébastien (Lage)                             | PA00106110    | Classé                        | 1921           | weitere Bilder |
| Hôtel de Chastenoy                                                                | aus der zweiten Hälfte des 16. Jahrhunderts | 92 Grande Rue (Lage)                                   | PA00106112    | Inscrit Classé                | 1944 1945      | weitere Bilder |
| Hôtel de Ville                                                                    | von 1752 bis 1755 erbaut | 1 place Stanislas (Lage)                               | PA00106124    | Classé                        | 1886           | weitere Bilder |
| Villa les Pins                                                                    | 1912 erbaut, Architekt Émile André | 2 rue Albin-Haller (Lage)                              | PA00106128    | Inscrit                       | 1975           |                |
| Wohnhaus                                                                          | | 4 place de l’Alliance (Lage)                           | PA00106130    | Inscrit                       | 1950           |                |
| Wohnhaus                                                                          | | 9 place de la Carrière (Lage)                          | PA00106142    | Inscrit                       | 1925           | weitere Bilder |
| Wohnhaus                                                                          | | 19 place de la Carrière (Lage)                         | PA00106152    | Inscrit                       | 1925           |                |
| Wohnhaus                                                                          | | 24 place de la Carrière (Lage)                         | PA00106157    | Inscrit                       | 1924           | weitere Bilder |
| Wohnhaus                                                                          | | 27 place de la Carrière (Lage)                         | PA00106160    | Inscrit                       | 1924           | weitere Bilder |
| Wohnhaus                                                                          | | 32 place de la Carrière (Lage)                         | PA00106165    | Inscrit                       | 1925           | weitere Bilder |
| Wohnhaus                                                                          | | 37 place de la Carrière (Lage)                         | PA00106170    | Inscrit                       | 1925           | weitere Bilder |
| Wohnhaus                                                                          | im Innenhof: Brunnen, 17. Jahrhundert | 19 place du Colonel Fabien (Lage)                      | PA00106186    | Classé                        | 1945           | weitere Bilder |
| Hôtel de Raigecourt                                                               | Mauer und Brunnen | 78 place Colonel Driant (Lage)                         | PA00106189    | Inscrit                       | 1945           | weitere Bilder |
| Wohn- und Geschäftshaus                                                           | aus dem 17. Jahrhundert | 2 rue des États (Lage)                                 | PA00106191    | Inscrit                       | 1944           |                |
| Wohnhäuser                                                                        | | 6–18 rue Girardet (Lage)                               | PA00106199    | Inscrit                       | 1994           | weitere Bilder |
| Wohn- und Geschäftshaus                                                           | Portal, 18. Jahrhundert | 7 Grande Rue (Lage)                                    | PA00106200    | Inscrit                       | 1946           | weitere Bilder |
| Wohnhaus                                                                          | 18. Jahrhundert; im Innenhof: zwei Brunnen | 13 Grande Rue (Lage)                                   | PA00106202    | Inscrit                       | 1946           |                |
| Hôtel Lunati-Visconti                                                             | Portal | 6 rue de Guise (Lage)                                  | PA00106212    | Inscrit                       | 1944           | weitere Bilder |
| Wohn- und Geschäftshaus                                                           | | 18 rue Héré (Lage)                                     | PA00106220    | Classé                        | 1928           |                |
| Wohn- und Geschäftshaus                                                           | | 19 rue Héré (Lage)                                     | PA00106221    | Classé                        | 1928           | weitere Bilder |
| Hôtel de Gellenoncourt                                                            | Portal und Brunnen, 17. Jahrhundert | 4 rue des Loups (Lage)                                 | PA00106237    | Inscrit                       | 1946           | weitere Bilder |
| Maison Cavallier                                                                  | 1903 erbaut, Architekt Lucien Weissenburger | 93 rue de Metz (Lage)                                  | PA00106253    | Inscrit                       | 1981           | weitere Bilder |
| Wohn- und Geschäftshaus                                                           | Oberlichtportal, bezeichnet 1758, Schmiedearbeiten von Jean Lamour | 18 rue de la Primatiale (Lage)                         | PA00106260    | Inscrit                       | 1944           | weitere Bilder |
| Wohnhaus                                                                          | Portal, 18. Jahrhundert | 42 rue des Quatre Églises (Lage)                       | PA00106261    | Inscrit                       | 1946           | weitere Bilder |
| Hôtel Drouot                                                                      | 1903 erbaut, Architekt Auguste Thierry | 11, 13 rue Saint-Léon (Lage)                           | PA00106266    | Inscrit                       | 1981           | weitere Bilder |
| Hôtel d’Olbelstein                                                                | Portal, 18. Jahrhundert | 23 rue Saint-Michel (Lage)                             | PA00106267    | Inscrit                       | 1944           |                |
| Wohnhaus                                                                          | Portal, 18. Jahrhundert | 30 rue Saint-Nicolas (Lage)                            | PA00106270    | Inscrit                       | 1946           | weitere Bilder |
| Maison des Sœurs Macarons                                                         | 1725 erbaut, Architekt Jean-Nicolas Jennesson | 10 rue des Sœurs Macarons (Lage)                       | PA00106271    | Inscrit                       | 1987           |                |
| Opernhaus                                                                         | 1753 erbaut, Architekt Jean-François de La Borde; von 1909 bis 1919 zum Opernhaus umgebaut, Architekt Joseph Hornecker | 4 place Stanislas (Lage)                               | PA00106280    | Classé                        | 1923           | weitere Bilder |
| Geschäftshäuser                                                                   | | 7–11 place Stanislas (Lage)                            | PA00106283    | Classé                        | 1928           | weitere Bilder |
| Geschäftshaus                                                                     | | 10 place Stanislas (Lage)                              | PA00106284    | Classé                        | 1928           | weitere Bilder |
| Maison Margo                                                                      | 1905/06 erbaut, Architekten Henri Gutton, Joseph Hornecker und Eugène Vallin | 86 rue Stanislas (Lage)                                | PA00106288    | Inscrit                       | 1976           | weitere Bilder |
| Wohnhaus                                                                          | aus dem 18. Jahrhundert | 5 rue des Tiercelins (Lage)                            | PA00106290    | Inscrit                       | 1946           | weitere Bilder |
| Wohnhaus                                                                          | aus dem 18. Jahrhundert | 10 rue des Tiercelins (Lage)                           | PA00106291    | Inscrit                       | 1946           | weitere Bilder |
| Wohnhaus                                                                          | | 24 rue Pierre Gringoire (Lage)                         | PA00106296    | Inscrit                       | 1944           |                |
| Maison Clodion                                                                    | Fassadenschmuck von Clodion, nach 1792 | 22 rue Saint-Dizier (Lage)                             | PA00106298    | Classé                        | 1979           | weitere Bilder |
| Wohnhaus                                                                          | Hoffassade mit Treppenturm und Balkonen, Renaissance | 4 rue Saint-Michel (Lage)                              | PA00106300    | Inscrit                       | 1928           | weitere Bilder |
| Place de la Carrière                                                              | Teil des Ensembles aus Place Stanislas, Rue Héré und Place de la Carrière; im 16. Jahrhundert angelegt, von 1751 bis 1755 durch Emmanuel Héré umgestaltet; UNESCO-Welterbe                                                                            | Place de la Carrière (Lage)                            | PA00106310    | Classé                        | 1923 2003      | weitere Bilder |
| Porte de la Citadelle                                                             | Torhaus der Zitadelle; 1598 erbaut, Architekt Florent Drouin le Jeune | 2 rue de la Citadelle (Lage)                           | PA00106312    | Classé                        | 1910           | weitere Bilder |
| Porte de la Craffe                                                                | Stadttor, 14. Jahrhundert, Rundtürme, 15. Jahrhundert; gedeckter Gang zur Porte Notre-Dame, 16. Jahrhundert | Grande Rue (Lage)                                      | PA00106313    | Classé                        | 1886 1913      | weitere Bilder |
| Bastion d’Haussonville                                                            | aus dem 15. und 16. Jahrhundert; im 17. Jahrhundert durch Sébastien Le Prestre de Vauban erneuert; im Kellergeschoss des Musée des Beaux-Arts de Nancy                                                                                                | 1 rue Gustave Simon (Lage)                             | PA00135698    | Classé                        | 1995           | weitere Bilder |
| Maison Geschwindenhamer                                                           | 1905 erbaut, Architekten Henri Gutton und Joseph Hornecker | 6ter quai de la Bataille (Lage)                        | PA00132625    | Classé Inscrit                | 1994           | weitere Bilder |
| Villa Les Glycines                                                                | 1902/03 erbaut, Architekt Émile André | 5 rue des Brice (Lage)                                 | PA00132627    | Inscrit Classé                | 1994 1996      | weitere Bilder |
| Wohn- und Geschäftshaus                                                           | im 18. Jahrhundert erbaut; Ladenfassade von 1901, Architekt Eugène Vallin | 4 rue des Dominicains (Lage)                           | PA00132630    | Inscrit                       | 1994           | weitere Bilder |
| Maison Eugène Arnoux-Masson                                                       | Wohn- und Geschäftshaus, Anfang des 19. Jahrhunderts; Ladenfassade und Ausstattung, 1909, Entwurf Jacques Grüber | 24 rue Saint-Dizier (Lage)                             | PA00132639    | Inscrit                       | 1994           | weitere Bilder |
| Maison Bouret                                                                     | 1887 erbaut | 65 rue de la Ravinelle (Lage)                          | PA00135412    | Inscrit                       | 1995           | weitere Bilder |
| Werkstätten von Émile Gallé                                                       | 1894 erbaut, Fassade von 1912 | 86 boulevard Jean Jaurès (Lage)                        | PA54000057    | Inscrit                       | 2003           | weitere Bilder |
| Wohnhaus                                                                          | aus der Mitte des 18. Jahrhunderts | 9 rue Saint-Nicolas (Lage)                             | PA54000011    | Inscrit                       | 1998           |                |
| Wohnhaus                                                                          | aus dem 18. Jahrhundert | 3 rue Girardet (Lage)                                  | PA54000062    | Inscrit                       | 1950           |                |
| Grand Nancy Thermal                                                               | Thermalbad: Eingangshalle, rundes Badebecken, Quellpavillon, Nordgalerie, fassaden der Ostgalerie, großes Badebecken; 1913 erbaut, Architekt Louis Lanternier                                                                                         | Rue Sergent Blandan, avenue Hippolyte Maringer (Lage)  | PA54000090    | Inscrit                       | 2020           | weitere Bilder |
| Hôtel d’Alsace                                                                    | aus dem 18. Jahrhundert | 8 place de l’Alliance (Lage)                           | PA00106111    | Inscrit                       | 1950           | weitere Bilder |
| Hôtel de Craon                                                                    | aus der ersten Hälfte des 18. Jahrhunderts, Architekt Germain Boffrand | 2 place de la Carrière (Lage)                          | PA00106113    | Classé                        | 1924           | weitere Bilder |
| Hôtel de Hautoy                                                                   | im Hof: Brunnen | 26 rue Saint-Michel (Lage)                             | PA00106118    | Inscrit                       | 1946           |                |
| Hôtel Mangon                                                                      | 1902 erbaut, Architekt Paul Charbonnier | 3 rue de l’Abbé-Gridel (Lage)                          | PA00106126    | Inscrit                       | 1977           | weitere Bilder |
| Wohnhaus                                                                          | | 2 place de l’Alliance, 8 rue Lyautey (Lage)            | PA00106129    | Inscrit                       | 1950           |                |
| Maison Collignon                                                                  | 1903 erbaut; Veranda mit Buntglasfenstern | 55 rue Boudonville (Lage)                              | PA00106133    | Inscrit                       | 1978           |                |
| Wohnhaus                                                                          | | 3 place de la Carrière (Lage)                          | PA00106137    | Inscrit                       | 1925           | weitere Bilder |
| Wohnhaus                                                                          | | 11 place de la Carrière (Lage)                         | PA00106144    | Inscrit                       | 1925           | weitere Bilder |
| Wohnhaus                                                                          | | 12 place de la Carrière (Lage)                         | PA00106145    | Inscrit                       | 1925           | weitere Bilder |
| Wohnhaus                                                                          | | 22 place de la Carrière (Lage)                         | PA00106155    | Inscrit                       | 1925           | weitere Bilder |
| Wohnhaus                                                                          | | 47 place de la Carrière (Lage)                         | PA00106176    | Inscrit                       | 1925           | weitere Bilder |
| Maison Huot                                                                       | 1903 erbaut, Architekt Émile André; Fenster von Jacques Grüber | 92, 92bis quai Claude-le-Lorrain (Lage)                | PA00106184    | Inscrit                       | 1994           | weitere Bilder |
| Wohnhaus                                                                          | | 1 rue Girardet, place de l’Alliance (Lage)             | PA00106197    | Inscrit                       | 1950           |                |
| Hôtel de Rogéville                                                                | Portal, um 1550; Innenhof mit Galerie | 11 Grande Rue (Lage)                                   | PA00106201    | Inscrit                       | 1946           | weitere Bilder |
| Wohn- und Geschäftshaus                                                           | Portal, 18. Jahrhundert | 17 Grande Rue (Lage)                                   | PA00106204    | Inscrit                       | 1946           | weitere Bilder |
| Hôtel de Rennel                                                                   | aus der zweite Hälfte des 16. Jahrhunderts; Innenhof mit Galerien und Brunnen | 29 Grande Rue (Lage)                                   | PA00106205    | Inscrit                       | 1946           | weitere Bilder |
| Wohn- und Geschäftshaus                                                           | Portal und Skulpturennische | 33 Grande Rue (Lage)                                   | PA00106207    | Inscrit                       | 1946           |                |
| Wohnhaus                                                                          | 16. und 17. Jahrhundert | 21 rue de Guise (Lage)                                 | PA00106214    | Inscrit                       | 1944           | weitere Bilder |
| Geschäftshaus                                                                     | aus dem 18. Jahrhundert | 13 rue Héré (Lage)                                     | PA00106216    | Classé                        | 1928           | weitere Bilder |
| Geschäftshaus                                                                     | aus dem 18. Jahrhundert | 20 rue Héré (Lage)                                     | PA00106222    | Classé                        | 1928           |                |
| Wohnhaus                                                                          | aus dem 18. Jahrhundert | 3 rue Lyautey (Lage)                                   | PA00106239    | Inscrit                       | 1944           |                |
| Wohnhaus                                                                          | aus dem 18. Jahrhundert | 5bis rue Lyautey (Lage)                                | PA00106241    | Inscrit                       | 1950           |                |
| Maison Victor Luc                                                                 | von 1901 bis 1903 erbaut, Architekt Jacques Hermant; Mobiliar von Louis Majorelle, Buntglasfenster von Jacques Grüber | 25 rue de Malzéville, 1bis rue Michelet (Lage)         | PA00106252    | Classé Inscrit                | 2004           |                |
| Wohnhaus                                                                          | Portal; im Innenhof: zwei Brunnen | 8 rue Montesquieu (Lage)                               | PA00106255    | Inscrit                       | 1944           |                |
| Wohnhaus                                                                          | Oberlichtportal | 11 rue Montesquieu (Lage)                              | PA00106256    | Inscrit                       | 1946           | weitere Bilder |
| Maison Renaudin                                                                   | 1902 erbaut, Architekt Lucien Bentz | 49, 51 rue Pasteur (Lage)                              | PA00106257    | Inscrit                       | 1981           | weitere Bilder |
| Wohn- und Geschäftshaus                                                           | Oberlichtportal, 18. Jahrhundert | 45 rue des Ponts (Lage)                                | PA00106258    | Inscrit                       | 1946           | weitere Bilder |
| Magasin Génin-Louis                                                               | Wohn- und Geschäftshaus, 1900/01 erbaut, Architekten Henri Gutton und Henry Gutton; Buntglasfenster von Jacques Grüber | 52 rue Saint-Jean, 2 rue Benit (Lage)                  | PA00106263    | Inscrit                       | 1976           | weitere Bilder |
| Wohn- und Geschäftshaus                                                           | 1904 erbaut, Architekt Émile André | 5 rue Saint-Julien (Lage)                              | PA00106264    | Inscrit                       | 1976           |                |
| Wohnhaus                                                                          | 1899 erbaut | 9 rue Saint-Léon (Lage)                                | PA00106265    | Inscrit                       | 1981           |                |
| Wohnhaus                                                                          | aus dem 17. Jahrhundert | 11 rue de la Source (Lage)                             | PA00106273    | Inscrit                       | 1944           |                |
| Hôtel de Brémoncourt                                                              | Portal | 27 rue de la Source (Lage)                             | PA00106275    | Inscrit                       | 1944           |                |
| Wohnhaus                                                                          | aus dem 18. Jahrhundert | 30 rue des Tiercelins (Lage)                           | PA00106292    | Inscrit                       | 1946           | weitere Bilder |
| Hôtel des deux Sirènes                                                            | aus dem 15. oder 16. Jahrhundert | 5 rue Saint-Michel (Lage)                              | PA00106301    | Inscrit                       | 1945           | weitere Bilder |
| Hôtel Héré                                                                        | von 1751 bis 1753 erbaut, Architekt Emmanuel Héré | 49 place de la Carrière ; 60 Grande Rue (Lage)         | PA00106306    | Classé                        | 2005           | weitere Bilder |
| Westlicher Pavillon an der Porte de la Craffe                                     | aus dem 18. Jahrhundert | 141 Grande Rue (Lage)                                  | PA00106308    | Inscrit                       | 1945           |                |
| Porte Saint-Georges                                                               | Stadttor, Anfang des 17. Jahrhunderts | Place du Colonel Driant (Lage)                         | PA00106316    | Classé                        | 1879 1883      | weitere Bilder |
| Synagoge                                                                          | 1787/88 erbaut, Architekt Augustin Charles Piroux | 19 boulevard Joffre (Lage)                             | PA00106319    | Inscrit                       | 1984           | weitere Bilder |
| Villa Majorelle                                                                   | von 1898 bis 1902 erbaut, Architekt Henri Sauvage; Ausstattung von Louis Majorelle, Buntglasfenster von Jacques Grüber, Ausmalung durch Victor Prouvé                                                                                                 | 1 rue Louis Majorelle (Lage)                           | PA00106322    | Classé                        | 1996           | weitere Bilder |
| Maison les Clématites                                                             | 1906 erbaut, Architekt César Pain | 26 rue Félix Faure (Lage)                              | PA00132633    | Inscrit                       | 1994           |                |
| Atelier Vallin                                                                    | vom Anfang des 20. Jahrhunderts, Architekt Eugène Vallin | 8 boulevard Lobau (Lage)                               | PA00132637    | Inscrit                       | 1994           |                |
| Imprimerie Royer                                                                  | Fabrikgebäude, 1900 erbaut, Architekt Lucien Weissenburger | 3bis rue de la Salpétrière (Lage)                      | PA00132642    | Inscrit                       | 1994           | weitere Bilder |
| Haus der Association Culturelle Juive de Nancy                                    | Wandgemälde Klezmorim von Emmanuel Mané-Katz, 1946 | 55 rue des Ponts (Lage)                                | PA54000067    | Inscrit                       | 2005           |                |
| Wohnhaus                                                                          | 1892 gebaut, Architekt Lucien Humbert | 19 rue Grandville (Lage)                               | PA54000077    | Inscrit                       | 2012           | weitere Bilder |
| Ensemble aus Place Stanislas, Rue Héré und Place de la Carrière                   | Platzgestaltung durch Emmanuel Héré, 1751 bis 1755; zugehörig der Triumphbogen (Arc Héré); UNESCO-Welterbe | Place Stanislas, rue Héré, place de la Carrière (Lage) | PA00106099    | Classé                        | 1886 1923 2003 |                |
| Chambre de Commerce et d’Industrie de Meurthe-et-Moselle                          | von 1906 bis 1908 erbaut, Architekten Émile Toussaint und Louis Marchal; Ausstattung von Jacques Grüber, Louis Majorelle, Louis Burtin, Pierre Claudin, Louis Guingot und Amalric Walter                                                              | 40 rue Henri Poincaré (Lage)                           | PA00106103    | Inscrit Classé Inscrit        | 1994 1996 2013 | weitere Bilder |
| Johanniterkommende                                                                | ehemaliger Kirchturm, 12. Jahrhundert | 84 impasse Clérin (Lage)                               | PA00106104    | Inscrit                       | 1927           | weitere Bilder |
| Banque du Crédit Lyonnais                                                         | 1901/02 erbaut, Architekt Félicien César; Oberlicht von Jacques Grüber | 7bis, 9 rue Saint-Georges (Lage)                       | PA00106106    | Classé                        | 1996           | weitere Bilder |
| Basilika St-Epvre                                                                 | von 1864 bis 1875 erbaut, Architekt Prosper Morey; Ausstattung weitgehend im Originalzustand: Holzarbeiten von Théophile Klem, Fenster hauptsächlich von Carl Geyling                                                                                 | Place Saint-Epvre (Lage)                               | PA00106109    | Classé                        | 1999           | weitere Bilder |
| Hôtel Ferraris                                                                    | zwischen 1715 und 1733 erbaut, Architekt Germain Boffrand; Neptunbrunne im Innenhof | 9 rue du Haut-Bourgeois (Lage)                         | PA00106115    | Classé                        | 1927 /2008     | weitere Bilder |
| Hôtel du Marquis de Ville                                                         | zwischen 1600 und 1610 erbaut, Architekt Jacques Gentillâtre; nach Brand 1747 weitgehend neu gebaut; Neptunbrunne im Innenhof | 10 rue de la Source (Lage)                             | PA00106121    | Classé                        | 1927           |                |
| Hôtel Mangon                                                                      | 1902 erbaut | 5 rue de l’Abbé-Gridel (Lage)                          | PA00106127    | Inscrit                       | 1977           | weitere Bilder |
| Wohnhaus                                                                          | Eckerker, 16. Jahrhundert | 2 rue Callot (Lage)                                    | PA00106134    | Inscrit                       | 1944           | weitere Bilder |
| Wohnhaus                                                                          | | 1 place de la Carrière (Lage)                          | PA00106136    | Inscrit                       | 1925           | weitere Bilder |
| Wohnhaus                                                                          | | 8 place de la Carrière (Lage)                          | PA00106141    | Inscrit                       | 1925           | weitere Bilder |
| Wohnhaus                                                                          | | 23 place de la Carrière (Lage)                         | PA00106156    | Inscrit                       | 1925           | weitere Bilder |
| Wohnhaus                                                                          | | 25 place de la Carrière (Lage)                         | PA00106158    | Inscrit                       | 1925           | weitere Bilder |
| Wohnhaus                                                                          | | 28 place de la Carrière (Lage)                         | PA00106161    | Inscrit                       | 1925           | weitere Bilder |
| Wohnhaus                                                                          | | 29 place de la Carrière (Lage)                         | PA00106162    | Inscrit                       | 1925           | weitere Bilder |
| Wohnhaus                                                                          | | 33 place de la Carrière (Lage)                         | PA00106166    | Inscrit                       | 1925           | weitere Bilder |
| Wohnhaus                                                                          | | 39 place de la Carrière (Lage)                         | PA00106172    | Inscrit                       | 1925           | weitere Bilder |
| Wohnhaus                                                                          | | 45 place de la Carrière (Lage)                         | PA00106175    | Inscrit                       | 1925           | weitere Bilder |
| Maison Houot                                                                      | von 1905 bis 1907 erbaut, Architekt Joseph Hornecker | 7 rue de Chanzy (Lage)                                 | PA00106177    | Inscrit                       | 1976           | weitere Bilder |
| Hôtel de Lenoncourt                                                               | aus dem 15. oder 16. Jahrhundert | 18 rue de la Charité (Lage)                            | PA00106180    | Inscrit                       | 1944           | weitere Bilder |
| Hôtel de Lillebonne                                                               | 1580 erbaut, Architekt Nicolas La Hiere | 14 rue du Cheval Blanc (Lage)                          | PA00106183    | Inscrit                       | 1944           | weitere Bilder |
| Wohnhaus                                                                          | aus dem 17. Jahrhundert; Brunnen im Innenhof | 12 place du Colonel Fabien (Lage)                      | PA00106185    | Inscrit                       | 1944           |                |
| Immeuble France-Lanord                                                            | von 1902 bis 1904 erbaut, Architekt Émile André | 71 avenue Foch (Lage)                                  | PA00106195    | Classé                        | 1998           | weitere Bilder |
| Maison des Vallées                                                                | Portal, 17. Jahrhundert | 31 Grande Rue (Lage)                                   | PA00106206    | Inscrit                       | 1946           |                |
| Wohn- und Geschäftshaus                                                           | Portal | 34 Grande Rue (Lage)                                   | PA00106208    | Inscrit                       | 1946           | weitere Bilder |
| Maison au Boulet                                                                  | aus dem 16. oder 17. Jahrhundert | 83 Grande Rue (Lage)                                   | PA00106210    | Inscrit                       | 1946           | weitere Bilder |
| Wohn- und Geschäftshaus                                                           | Portal | 87 Grande Rue (Lage)                                   | PA00106211    | Inscrit                       | 1946           | weitere Bilder |
| Wohnhaus                                                                          | Portal | 25 rue de Guise (Lage)                                 | PA00106215    | Inscrit                       | 1944           |                |
| Geschäftshaus                                                                     | | 15 rue Héré (Lage)                                     | PA00106217    | Classé                        | 1928           |                |
| Geschäftshaus                                                                     | | 26 rue Héré (Lage)                                     | PA00106227    | Classé                        | 1928           |                |
| Wohnhaus                                                                          | 1903/04 erbaut, Architekten Félicien César und Fernand César | 40 cours Leopold (Lage)                                | PA00106230    | Inscrit                       | 1975           | weitere Bilder |
| Wohnhaus                                                                          | 1906/07 erbaut, Architekt Lucien Weissenburger | 48 cours Leopold (Lage)                                | PA00106231    | Inscrit                       | 1976           | weitere Bilder |
| Maison Lecreulx                                                                   | vom Ende des 18. Jahrhunderts, Architekt François-Michel Lecreulx | 6 rue Lyautey (Lage)                                   | PA00106242    | Inscrit                       | 1944           | weitere Bilder |
| Maison de la Mutualité                                                            | | 7 rue Lyautey (Lage)                                   | PA00106243    | Inscrit                       | 1950           |                |
| Wohnhaus                                                                          | | 9 rue Lyautey (Lage)                                   | PA00106244    | Inscrit                       | 1950           |                |
| Hôtel du Grand Chantre de la Primatiale                                           | Portale auf die Rue Mably und die Rue de la Manège | 1 rue Mably (Lage)                                     | PA00106250    | Inscrit                       | 1944           |                |
| Hôtel de la Monnaie                                                               | von 1721 bis 1725 gebaut, Architekt Germain Boffrand; Portal | 1 rue de la Monnaie (Lage)                             | PA00106254    | Inscrit                       | 1944           | weitere Bilder |
| Hôtel Jacquet                                                                     | um 1750, Architekt Emmanuel Héré oder Jean-François de La Borde | 1 place Stanislas (Lage)                               | PA00106277    | Classé                        | 1929           | weitere Bilder |
| Musée des Beaux-Arts                                                              | um 1750 erbaut, Architekt Emmanuel Héré oder Jean-François de La Borde | 3 place Stanislas (Lage)                               | PA00106279    | Classé                        | 1923           | weitere Bilder |
| Geschäftshäuser                                                                   | | 6, 8 place Stanislas (Lage)                            | PA00106282    | Classé                        | 1928           | weitere Bilder |
| Hôpital des Frères de la Charité                                                  | | 5, 7 rue Sainte-Catherine (Lage)                       | PA00106297    | Inscrit                       | 1944           | weitere Bilder |
| Hôtel de la Mission Royale                                                        | 1741/42 erbaut, Architekt Emmanuel Héré | 94, 96 avenue Maréchal-de-Lattre-de-Tassigny (Lage)    | PA00106303    | Inscrit Classé                | 1940 1997      |                |
| Porte Stanislas                                                                   | Stadttor, 1761 erbaut, Architekt Richard Mique | Rue Stanislas (Lage)                                   | PA00106318    | Classé                        | 1925           | weitere Bilder |
| Protestantische Kirche St-Jean                                                    | ehemalige Abteikirche St-Joseph; 1713 bis 1759 erbaut, Architekten Giovan Betto und Claude Mique | Place André Maginot (Lage)                             | PA00106320    | Classé                        | 1919           | weitere Bilder |
| Hôtel Lang                                                                        | 1887 erbaut, Architekt Charles-Désiré Bourgon; 1907/08 erweitert und zum Bankgebäude umgebaut, Architekt Joseph Hornecker | 4 place André Maginot (Lage)                           | PA00132624    | Inscrit                       | 1994           | weitere Bilder |
| Conciergerie des Parc de Saurupt                                                  | 1902 erbaut, Architekt Emile André; 1910 durch Joseph Hornecker erweitert | 2 rue des Brice (Lage)                                 | PA00132626    | Inscrit                       | 1994           | weitere Bilder |
| Maison Schott                                                                     | vor 1900 erbaut; Verglasung des Wintergartens von Antoine Bertin, 1900 | 6 quai Choiseul (Lage)                                 | PA00132628    | Inscrit                       | 2009           |                |
| Wohnhaus                                                                          | 1904 erbaut, Architekt César Pain | 30 rue Félix Faure (Lage)                              | PA00132635    | Inscrit                       | 1994           |                |
| Magasin Vaxelaire                                                                 | 1900/01 erbaut, Architekt Charles André; Ladenfassade entworfen von Émile André, ausgeführt von Eugène Vallin | 13 rue Raugraff (Lage)                                 | PA00132638    | Inscrit                       | 1994           | weitere Bilder |
| Immeuble Aimé                                                                     | von 1903 bis 1905 erbaut, Architekten Georges Biet und Eugène Vallin | 42, 44 rue Saint-Dizier (Lage)                         | PA00132640    | Inscrit                       | 1994           | weitere Bilder |
| Zoologisches Institut                                                             | 1933 erbaut, Architekten Jacques und Michel André; heute Museum und Aquarium | 32, 34 rue Sainte-Catherine (Lage)                     | PA54000088    | Classé Inscrit                | 2016           | weitere Bilder |
| Wohnhaus                                                                          | | 30 rue Jeanne d’Arc (Lage)                             | PA54000082    | Inscrit                       | 1976           |                |
| Verwaltungsgebäude der Société des Hauts-Fourneaux et Fonderies de Pont-à-Mousson | von 1926 bis 1928, Architekt Jean Bourgon; Ausstattung unter anderem von Jacques Grüber und Jean Prouvé | 91 avenue de la Libération (Lage)                      | PA54000058    | Inscrit Classé                | 2003 2015      |                |
| Wohnhaus                                                                          | aus dem 18. Jahrhundert | 2bis rue Girardet (Lage)                               | PA54000061    | Inscrit                       | 1950           |                |
| Bourse des Marchands                                                              | heute Gerichtsgebäude | 5 place de la Carrière (Lage)                          | PA00106100    | Classé                        | 1924           | weitere Bilder |
| Brasserie Excelsior                                                               | 1910/11 erbaut, Architekten Lucien Weissenburger und Alexandre Mienville | 1 rue Mazagran (Lage)                                  | PA00106114    | Classé                        | 1976           | weitere Bilder |
| Hôtel de Ligniville                                                               | aus dem 17. Jahrhundert | 23 Grande Rue (Lage)                                   | PA00106119    | Inscrit                       | 1946           | weitere Bilder |
| Hôtel de Spada                                                                    | Portal, 18. Jahrhundert | 37 rue de la Source (Lage)                             | PA00106123    | Inscrit                       | 1944           |                |
| Wohnhaus                                                                          | | 6 place de l’Alliance (Lage)                           | PA00106131    | Inscrit                       | 1956           |                |
| Arsenal der Herzöge von Lothringen                                                | 1550 erbaut | 7, 9, 11 place de l’Arsenal (Lage)                     | PA00106132    | Inscrit                       | 1944           | weitere Bilder |
| Wohnhaus                                                                          | | 7 place de la Carrière (Lage)                          | PA00106140    | Inscrit                       | 1925           |                |
| Wohnhaus                                                                          | Mitte des 18. Jahrhunderts | 10 place de la Carrière (Lage)                         | PA00106143    | Inscrit                       | 1925           | weitere Bilder |
| Wohnhaus                                                                          | | 13 place de la Carrière (Lage)                         | PA00106146    | Inscrit                       | 1925           | weitere Bilder |
| Wohnhaus                                                                          | | 15 place de la Carrière (Lage)                         | PA00106148    | Inscrit                       | 1925           | weitere Bilder |
| Wohnhaus                                                                          | Mitte des 18. Jahrhunderts | 17 place de la Carrière (Lage)                         | PA00106150    | Inscrit                       | 1925           | weitere Bilder |
| Wohnhaus                                                                          | | 20 place de la Carrière (Lage)                         | PA00106153    | Inscrit                       | 1925           | weitere Bilder |
| Wohnhaus                                                                          | Mitte des 18. Jahrhunderts | 21 place de la Carrière (Lage)                         | PA00106154    | Inscrit                       | 1925           | weitere Bilder |
| Wohnhaus                                                                          | | 30 place de la Carrière (Lage)                         | PA00106163    | Inscrit                       | 1925           | weitere Bilder |
| Wohnhaus                                                                          | Mitte des 18. Jahrhunderts | 31 place de la Carrière (Lage)                         | PA00106164    | Inscrit                       | 1925           | weitere Bilder |
| Wohnhaus                                                                          | | 36 place de la Carrière (Lage)                         | PA00106169    | Inscrit                       | 1925           | weitere Bilder |
| Wohnhaus                                                                          | Portal, 17. Jahrhundert | 14 rue de la Charité (Lage)                            | PA00106179    | Inscrit                       | 1944           | weitere Bilder |
| Maison Gaudin                                                                     | 1890 erbaut, 1899 erweitert, Architekt Georges Biet; Buntglasfenster von Jacques Grüber, Innenausstattung von Eugène Vallin | 97 rue Charles III (Lage)                              | PA00106182    | Inscrit Classé                | 1994 1996      | weitere Bilder |
| Maison Georges Biet                                                               | von 1901 bis 1903 erbaut, Architekten Georges Biet und Eugène Vallin | 22 rue de la Commanderie (Lage)                        | PA00106187    | Inscrit                       | 1975           | weitere Bilder |
| Pharmacie Jacques                                                                 | von 1902 bis 1904 erbaut, Architekt Lucien Bentz; Buntglasfenster von Jacques Grüber | 33 rue de la Commanderie (Lage)                        | PA00106188    | Inscrit                       | 1977           | weitere Bilder |
| Maison du Docteur Paul Jacques                                                    | von 1905 bis 1907 erbaut, Architekt Paul Charbonnier; Ausstattung von Louis Majorelle, Léopold Wolff und Jacques Grüber | 41 avenue Foch (Lage)                                  | PA00106192    | Inscrit                       | 1979           |                |
| Maison Loppinet                                                                   | 1902/03 erbaut, Architekt Charles-Désiré Bourgon | 45 avenue Foch (Lage)                                  | PA00106193    | Inscrit                       | 1976           |                |
| Immeuble Lombard                                                                  | von 1902 bis 1904 erbaut, Architekt Émile André | 69 avenue Foch (Lage)                                  | PA00106194    | Classé                        | 1966           | weitere Bilder |
| Wohn- und Geschäftshaus                                                           | Portal | 5 rue du Four (Lage)                                   | PA00106196    | Inscrit                       | 1946           | weitere Bilder |
| Geschäftshaus                                                                     | | 24 rue Héré (Lage)                                     | PA00106226    | Classé                        | 1928           |                |
| Kirche Ste-Elisabeth                                                              | zwischen 1725 und 1727 erbaut, Architekt Timothée Gentillâtre | 1 rue Jeannot (Lage)                                   | PA00106229    | Inscrit                       | 1945           |                |
| Maison Bloch                                                                      | 1909/10 erbaut, Architekt Charles-Désiré Bourgon; Ausstattung von Jacques Grüber | 50 cours Léopold (Lage)                                | PA00106232    | Inscrit                       | 2004           | weitere Bilder |
| Hôtel du Baron Vincent                                                            | heute Verwaltungsgebäude | 5 rue Lyautey (Lage)                                   | PA00106240    | Inscrit                       | 1944           |                |
| Wohnhaus                                                                          | | 11 rue Lyautey (Lage)                                  | PA00106246    | Inscrit                       | 1950           |                |
| Wohnhaus                                                                          | | 13 rue Lyautey (Lage)                                  | PA00106249    | Inscrit                       | 1950           |                |
| Wohn- und Geschäftshaus                                                           | Brunnen im Innenhof, bezeichnet 1604 | 5 place Saint-Epvre (Lage)                             | PA00106251    | Classé                        | 1946           |                |
| Wohn- und Geschäftshaus                                                           | Portal, 18. Jahrhundert | 112 rue Saint-Dizier (Lage)                            | PA00106262    | Inscrit                       | 1945           |                |
| Wohn- und Geschäftshaus                                                           | Portal, 18. Jahrhundert | 11 rue Saint-Nicolas (Lage)                            | PA00106268    | Inscrit                       | 1946           | weitere Bilder |
| Wohn- und Geschäftshaus                                                           | Portal, 18. Jahrhundert | 27 rue Saint-Nicolas (Lage)                            | PA00106269    | Inscrit                       | 1946           | weitere Bilder |
| Wohnhaus                                                                          | Portal, 17. Jahrhundert | 5 rue de la Source (Lage)                              | PA00106272    | Inscrit                       | 1944           |                |
| Maison de Coriolis                                                                | aus dem 18. Jahrhundert | 113 avenue de Strasbourg (Lage)                        | PA00106289    | Inscrit                       | 1977           |                |
| Kapelle Visitation-de-la-Vierge                                                   | von 1780 bis 1782 erbaut | 39 rue Henri-Poincaré (Lage)                           | PA00106293    | Classé                        | 1916           | weitere Bilder |
| Östlicher Pavillon an der Porte de la Craffe                                      | aus dem 18. Jahrhundert | 104bis Grande-Rue (Lage)                               | PA00106307    | Inscrit                       | 1945           |                |
| Porte Sainte-Catherine                                                            | Stadttor, 1761 erbaut, Architekt Richard Mique | Rue Sainte-Catherine (Lage)                            | PA00106315    | Classé                        | 1925           | weitere Bilder |
| Villa Bonnabel                                                                    | 1927/28 erbaut; Buntglasfenster von Georges Janin | 107, 111 avenue du Général-Leclerc (Lage)              | PA00106321    | Inscrit                       | 1987           | weitere Bilder |
| Maison du Peuple                                                                  | von 1900 bis 1902 erbaut, Architekt Paul Charbonnier | 2 rue Drouin (Lage)                                    | PA00106442    | Inscrit                       | 1989           | weitere Bilder |
| Wohn- und Geschäftshaus                                                           | aus dem 16. Jahrhundert | 7 place Saint-Epvre (Lage)                             | PA00106455    | Inscrit                       | 1992           |                |
| Maison Ramel                                                                      | 1904 erbaut, Architekt Émile André | 25 rue Félix-Faure (Lage)                              | PA00132632    | Inscrit                       | 1994           | weitere Bilder |
| Villa Lang                                                                        | 1905/06 erbaut, Architekt Lucien Weissenburger | 1 boulevard Georges Clémenceau (Lage)                  | PA00132636    | Inscrit                       | 1994           | weitere Bilder |
| Parc Corbin                                                                       | Wohnhaus, um 1870, 1906 erweitert, Architekt Lucien Weissenburger; Aquarium, um 1904, Architekt Lucien Weissenburger, Buntglasfenster von Jacques Grüber; Parkanlage, Anfang des 20. Jahrhunderts; im Wohngebäude heute das Musée de l’École de Nancy | 36 rue du Sergent-Blandan (Lage)                       | PA54000010    | Inscrit                       | 1998           |                |
| Wohnhaus                                                                          | 1906 erbaut | 54 cours Léopold (Lage)                                | PA54000022    | Inscrit                       | 2001           | weitere Bilder |
| Gendarmerie                                                                       | 1872 erbaut, Architekten Léon Vautrin und Charles-Louis Bottelin | 7 rue des Cordeliers (Lage)                            | PA54000065    | Inscrit                       | 2005           | weitere Bilder |
| Place d’Alliance                                                                  | von 1751 bis 1753 angelegt, Architekt Emmanuel Héré; UNESCO-Weltkulturerbe | Place d’Alliance (Lage)                                | PA00106309    | Classé Inscrit                | 1925 1950      | weitere Bilder |
| Kirche St-François-des-Cordeliers                                                 | einschließlich der Klostergebäude; Kirche ab 1477 erbaut | 70 Grande Rue (Lage)                                   | PA00106105    | Classé                        | 1914 1945 2005 | weitere Bilder |
| Palais des Ducs de Lorraine                                                       | von 1502 bis 1512 erbaut; heute Musée lorrain | 64 Grande Rue (Lage)                                   | PA00106304    | Classé Inscrit Classé Inscrit | 1840 1944 2005 | weitere Bilder |
| Wohn- und Geschäftshaus                                                           | Portal, Mitte des 18. Jahrhunderts | 16 rue de la Primatiale (Lage)                         | PA00106259    | Inscrit                       | 1945           | weitere Bilder |
| Wohnhaus                                                                          | Treppenhaus, 18. Jahrhundert | 15 rue de la Source (Lage)                             | PA00106274    | Inscrit                       | 1944           |                |
| Hôtel Philbert                                                                    | Portal, 16. Jahrhundert | 29 rue de la Source (Lage)                             | PA00106276    | Inscrit                       | 1944           |                |
| Hôtel Alliot                                                                      | | 2 place Stanislas (Lage)                               | PA00106278    | Classé                        | 1929           | weitere Bilder |
| Geschäftshaus                                                                     | | 5 place Stanislas (Lage)                               | PA00106281    | Classé                        | 1928           | weitere Bilder |
| Geschäftshaus                                                                     | | 12 place Stanislas (Lage)                              | PA00106285    | Classé                        | 1928           | weitere Bilder |
| Geschäftshaus                                                                     | | 14 place Stanislas (Lage)                              | PA00106286    | Classé                        | 1928           | weitere Bilder |
| Bibliothèque municipale                                                           | ab 1770 erbaut, Architekt Charles-Louis de Montluisant | 43 rue Stanislas (Lage)                                | PA00106287    | Inscrit                       | 1946           | weitere Bilder |
| Maison Jean Prouvé                                                                | 1954 erbaut, Architekt Jean Prouvé; Ateliergebäude, 1947, aus Maxéville tranzloziert | 6 rue Augustin Hacquard (Lage)                         | PA00106294    | Classé                        | 1987           | weitere Bilder |
| Maison des Adam                                                                   | vom Anfang des 18. Jahrhunderts | 57 rue des Dominicains (Lage)                          | PA00106295    | Classé                        | 1946           | weitere Bilder |
| Maison Hanus                                                                      | 1703 erbaut | 48 rue Saint-Dizier (Lage)                             | PA00106299    | Inscrit                       | 1946           | weitere Bilder |
| Maison Le Jeune                                                                   | 1902/03 erbaut, Architekt Émile André; Garage, 1919 | 30 rue du Sergent Blandon (Lage)                       | PA00106302    | Inscrit                       | 1988           | weitere Bilder |
| Palais du Gouvernement                                                            | von 1751 bis 1753 erbaut, Architekt Emmanuel Héré | Place de la Carrière (Lage)                            | PA00106305    | Classé                        | 1923 2005      | weitere Bilder |
| Place Stanislas                                                                   | von 1752 bis 1755 angelegt, Architekt Emmanuel Héré; UNESCO-Welterbe | Place Stanislas (Lage)                                 | PA00106311    | Classé                        | 1886 2003      | weitere Bilder |
| Porte Désilles                                                                    | von 1782 bis 1784 erbaut, Architekt Didier-Joseph-François Mélin | Place de Luxembourg (Lage)                             | PA00106314    | Classé                        | 1925           | weitere Bilder |
| Porte Saint-Nicolas                                                               | 1602 erbaut | Place des Vosges (Lage)                                | PA00106317    | Classé                        | 1925           | weitere Bilder |
| Villa Frühinsholz                                                                 | von 1908 bis 1910 gebaut, Architekt Léon Cayotte; Buntglasfenster von Jacques Grüber | 77 avenue du Général Leclerc (Lage)                    | PA00106454    | Inscrit                       | 1992           | weitere Bilder |
| Hôtel d’Haussonville                                                              | zwischen 1528 und 1543 erbaut | 9, 9bis rue Trouillet (Lage)                           | PA00106117    | Classé Inscrit                | 1984           | weitere Bilder |
| Wohnhaus                                                                          | Portal | 8 rue Callot (Lage)                                    | PA00106135    | Inscrit                       | 1944           |                |
| Wohnhaus                                                                          | | 4 place de la Carrière (Lage)                          | PA00106138    | Inscrit                       | 1925           | weitere Bilder |
| Wohnhaus                                                                          | | 6 place de la Carrière (Lage)                          | PA00106139    | Inscrit                       | 1925           | weitere Bilder |
| Wohnhaus                                                                          | | 14 place de la Carrière (Lage)                         | PA00106147    | Inscrit                       | 1925           | weitere Bilder |
| Wohnhaus                                                                          | | 16 place de la Carrière (Lage)                         | PA00106149    | Classé Inscrit                | 1925           | weitere Bilder |
| Wohnhaus                                                                          | | 18 place de la Carrière (Lage)                         | PA00106151    | Inscrit                       | 1925           | weitere Bilder |
| Wohnhaus                                                                          | | 34 place de la Carrière (Lage)                         | PA00106167    | Classé                        | 1925           | weitere Bilder |
| Wohnhaus                                                                          | | 35 place de la Carrière (Lage)                         | PA00106168    | Classé                        | 1925           | weitere Bilder |
| Wohnhaus                                                                          | | 38 place de la Carrière (Lage)                         | PA00106171    | Classé                        | 1928           | weitere Bilder |
| Wohnhaus                                                                          | | 41 place de la Carrière (Lage)                         | PA00106173    | Classé                        | 1925           | weitere Bilder |
| Wohnhaus                                                                          | | 43 place de la Carrière (Lage)                         | PA00106174    | Classé                        | 1925           | weitere Bilder |
| Banque Renauld                                                                    | von 1908 bis 1910 erbaut, Architekten Émile André und Paul Charbonnier | 9 rue de Chanzy, 58 rue Saint-Jean (Lage)              | PA00106178    | Inscrit Classé                | 1994 1996      | weitere Bilder |
| Maison Lucien Weissenburger                                                       | von 1903 bis 1905 erbaut, Architekt Lucien Weissenburger; Buntglasfenster von Jacques Grüber | 1 boulevard Charles V (Lage)                           | PA00106181    | Inscrit Classé                | 1994 1996      | weitere Bilder |
| Wohnhaus                                                                          | Portal, 17. Jahrhundert | 1 rue du Duc-Antoine (Lage)                            | PA00106190    | Inscrit                       | 1944           | weitere Bilder |
| Wohnhaus                                                                          | | 2 rue Girardet (Lage)                                  | PA00106198    | Classé Inscrit                | 1950           |                |
| Wohn- und Geschäftshaus                                                           | Portal, 17. Jahrhundert | 14 Grande Rue (Lage)                                   | PA00106203    | Inscrit                       | 1946           | weitere Bilder |
| Wohn- und Geschäftshaus                                                           | Brunnen im Innenhof | 43 Grande Rue (Lage)                                   | PA00106209    | Inscrit                       | 1946           |                |
| Wohnhaus                                                                          | Brunnen im Innenhof | 10 rue de Guise (Lage)                                 | PA00106213    | Inscrit                       | 1946           |                |
| Geschäftshaus                                                                     | | 16 rue Héré (Lage)                                     | PA00106218    | Classé                        | 1928           | weitere Bilder |
| Geschäftshaus                                                                     | | 17 rue Héré (Lage)                                     | PA00106219    | Classé                        | 1928           |                |
| Geschäftshaus                                                                     | | 21 rue Héré (Lage)                                     | PA00106223    | Classé                        | 1928           |                |
| Geschäftshaus                                                                     | | 22 rue Héré (Lage)                                     | PA00106224    | Classé                        | 1928           | weitere Bilder |
| Geschäftshaus                                                                     | | 23 rue Héré (Lage)                                     | PA00106225    | Classé                        | 1928           |                |
| Geschäftshaus                                                                     | | 28 rue Héré (Lage)                                     | PA00106228    | Classé                        | 1928           | weitere Bilder |
| Maison Chardot                                                                    | 1905/06 erbaut, Architekt Lucien Weissenburger; Fassadenschmuck von Jacques Grüber | 52 cours Léopold (Lage)                                | PA00106233    | Inscrit                       | 1976           | weitere Bilder |
| Maison Bergeret                                                                   | von 1903 bis 1905 erbaut, Architekt Lucien Weissenburger; Ausstattung von Louis Majorelle, Eugène Vallin, Jacques Grüber, Joseph Janin und Victor Prouvé                                                                                              | 24 rue Lionnois (Lage)                                 | PA00106234    | Classé                        | 1996           | weitere Bilder |
| Maison Vallin                                                                     | 1895/96 erbaut, Architekt Eugène Vallin | 6 boulevard Lobau (Lage)                               | PA00106235    | Inscrit                       | 1976 1994      | weitere Bilder |
| Hôtel des Loups                                                                   | aus der ersten Hälfte des 18. Jahrhunderts, Architekt Germain Boffrand | 1, 1bis rue des Loups (Lage)                           | PA00106236    | Classé                        | 1990           | weitere Bilder |
| Wohnhaus                                                                          | | 10 rue Lyautey (Lage)                                  | PA00106245    | Inscrit                       | 1950           |                |
| Wohnhaus                                                                          | | 11bis rue Lyautey (Lage)                               | PA00106247    | Inscrit                       | 1950           |                |
| Wohnhaus                                                                          | | 12 rue Lyautey (Lage)                                  | PA00106248    | Inscrit                       | 1950           |                |
| Maison Frühinsholz                                                                | Fachwerkhaus, 1912 erbaut | 78 avenue du XXe Corps (Lage)                          | PA00125526    | Inscrit                       | 1993           | weitere Bilder |
| Villa Marguerite                                                                  | 1904/05 erbaut, Architekten Henri Gutton und Joseph Hornecker; Buntglasfenster von Joseph Janin | 3 rue du Colonel Renard (Lage)                         | PA00132629    | Inscrit                       | 1994           | weitere Bilder |
| Wohnhaus                                                                          | 1909 erbaut, Architekt César Pain; Buntglasfenster von Georges Janin | 24 rue Félix Faure (Lage)                              | PA00132631    | Inscrit                       | 1994           | weitere Bilder |
| Wohnhaus                                                                          | 1906 erbaut, Architekt César Pain | 28 rue Félix Faure (Lage)                              | PA00132634    | Inscrit                       | 1994           |                |
| Maison Spilmann                                                                   | 1907/08 erbaut, Architekt Lucien Weissenburger | 12–14 rue Saint-Léon (Lage)                            | PA00132641    | Inscrit                       | 1994           | weitere Bilder |
| Wohnhaus                                                                          | heute Verwaltungsgebäude | 4 rue Girardet (Lage)                                  | PA54000063    | Inscrit                       | 1950           |                |
| Kathedrale Notre-Dame-de-l’Annonciation                                           | von 1703 bis 1742 erbaut, Entwurf Giovanni Betto, Jules Hardouin-Mansart und Germain Boffrand | Place Monseigneur Ruch (Lage)                          | PA00106102    | Classé                        | 1906           | weitere Bilder |

## Liste der Objekte
| Bezeichnung | Beschreibung | Standort                                                 | Kennzeichnung | Schutzstatus   | Datum     | Bild           |
| --- | --- | -------------------------------------------------------- | ------------- | -------------- | --------- | -------------- |
| Fünf Wandteppiche: Verdammung des Gelages und Lob der Zurückhaltung und Nüchternheit                                | Ensemble aus PM54001157 bis PM54001161 | im Musée lorrain (Lage)                                  | PM54000632    | Classé         | 1927      | weitere Bilder |
| Wandteppich Nachtmahl                                                                                               | Wolle und Seide, um 1500 | im Musée lorrain (Lage)                                  | PM54001157    | Classé         | 1927      |                |
| Wandteppich Bankett                                                                                                 | Wolle und Seide, um 1500 | im Musée lorrain (Lage)                                  | PM54001158    | Classé         | 1927      |                |
| Wandteppich Massaker                                                                                                | Wolle und Seide, um 1500 | im Musée lorrain (Lage)                                  | PM54001159    | Classé         | 1927      |                |
| Wandteppich Klage und Aufforderung zur Bestrafung                                                                   | Wolle und Seide, um 1500 | im Musée lorrain (Lage)                                  | PM54001160    | Classé         | 1927      |                |
| Wandteppich Festnahme und Verurteilung                                                                              | Wolle und Seide, um 1500 | im Musée lorrain (Lage)                                  | PM54001161    | Classé         | 1927      |                |
| Gemälde Christus | Teil eines Retabels; Ölfarbe auf Leinwand, 18. Jahrhundert, von Jean Girardet | in der Kathedrale Notre-Dame-de-l’Annonciation (Lage)    | PM54001162    | Classé         | 1908      |                |
| Katharinenaltar | linker Seitenaltar; Altartisch, Retabel und Gemälde; Marmor, Holz, vergoldet, sowie Ölfarbe auf Leinwand, 18. Jahrhundert                                                                                       | in der Kirche Notre-Dame-de-Bonsecours (Lage)            | PM54001016    | Classé         | 1991      |                |
| Skulptur Heiliger Antonius von Padua                                                                                | mit Konsole; Stein und Stuck, farbig gefasst und vergoldet, 18. Jahrhundert | in der Kirche Notre-Dame-de-Bonsecours (Lage)            | PM54001027    | Classé         | 1991      |                |
| Skulptur Heiliger Franz von Paola                                                                                   | mit Konsole; Stein und Stuck, farbig gefasst und vergoldet, 18. Jahrhundert | in der Kirche Notre-Dame-de-Bonsecours (Lage)            | PM54001029    | Classé         | 1991      |                |
| Schrein für das Velum des heiligen Gauzlin von Toul                                                                 | Schildpatt, Silber, Anfang des 18. Jahrhunderts | in der Kathedrale Notre-Dame-de-l’Annonciation (Lage)    | PM54000516    | Classé         | 1898      |                |
| Skulptur Vierge-de-Bonne-Nouvelle                                                                                   | Skulptur einer Madonna mit Kind; Marmor, 15. Jahrhundert | in der Kathedrale Notre-Dame-de-l’Annonciation (Lage)    | PM54000519    | Classé         | 1898      |                |
| Kredenz | Holz, 17. Jahrhundert | in der Kathedrale Notre-Dame-de-l’Annonciation (Lage)    | PM54000526    | Classé         | 1908      |                |
| Gemälde Der heilige Sigibert bedient die Armen                                                                      | Ölfarbe auf Leinwand, erste Hälfte des 18. Jahrhunderts, von Claude Charles | in der Kathedrale Notre-Dame-de-l’Annonciation (Lage)    | PM54000531    | Classé         | 1908      |                |
| Kamée Apotheose des Kaisers Hadrian                                                                                 | Sardonyx, Antike | in der Bibliothèque municipale (Lage)                    | PM54000538    | Classé         | 1960      |                |
| Altartuch | Stoff, bestickt, 17. Jahrhundert | in der Kathedrale Notre-Dame-de-l’Annonciation (Lage)    | PM54000547    | Classé         | 1960      |                |
| Weihrauchschiffchen                                                                                                 | Silber, nach 1731 | in der Kathedrale Notre-Dame-de-l’Annonciation (Lage)    | PM54000555    | Classé         | 1977      |                |
| Gitter um das Taufbecken                                                                                            | Schmiedeeisen, 18. Jahrhundert, von Jean Lamour | in der Kirche Notre-Dame-de-Bonsecours (Lage)            | PM54000574    | Classé         | 1908      |                |
| Gemälde Anbetung der Hirten                                                                                         | Ölfarbe auf Leinwand, maroufliert, um 1620 von Jean Le Clerc | in der Kirche St-Nicolas (Lage)                          | PM54000588    | Classé         | 1979      |                |
| Gemälde Predigt des heiligen Franz Xaver (1)                                                                        | Ölfarbe auf Leinwand, maroufliert, 1632 von Jean Le Clerc | in der Kirche St-Nicolas (Lage)                          | PM54000589    | Classé         | 1979      |                |
| Zwei Reliquientafeln                                                                                                | Holz, vergoldet, Glas, 18. Jahrhundert; im Musée lorrain aufbewahrt | in der Kirche St-Nicolas (Lage)                          | PM54000596    | Classé         | 1979      |                |
| Gemälde Abendmahl                                                                                                   | Ölfarbe auf Leinwand, 17. Jahrhundert | in der Kathedrale Notre-Dame-de-l’Annonciation (Lage)    | PM54000639    | Classé         | 1981      |                |
| Gemälde Anbetung der Könige (1)                                                                                     | Ölfarbe auf Leinwand, Holzrahmen, um 1770, Jean-Baptiste Claudot zugeschrieben | in der Kathedrale Notre-Dame-de-l’Annonciation (Lage)    | PM54000650    | Classé         | 1984      |                |
| Altarglöckchen (von Charles-Auguste-Marie-Joseph de Forbin-Janson)                                                  | Silber, vergoldet, zwischen 1823 und 1844 | in der Kirche St-Vincent-et-St-Fiacre (Lage)             | PM54000657    | Classé         | 1982      |                |
| Neugotisches Chorgestühl                                                                                            | Eichenholz, um 1875, Théophile Klem zugeschrieben | in der Kirche St-Léon (Lage)                             | PM54000663    | Classé         | 1980      |                |
| Skulptur Heiliger Joseph mit dem Jesuskind                                                                          | Gips, Mitte des 18. Jahrhunderts | in der Kirche St-Sébastien (Lage)                        | PM54000667    | Classé         | 1981      |                |
| Sebastiansaltar | im rechten Seitenschiff; Altartisch, Retabel, Altaraufbau und Tabernakel; Eichenholz, vergoldet, Ende des 19. Jahrhunderts, aus der Werkstatt von Eugène Vallin                                                 | in der Kirche St-Sébastien (Lage)                        | PM54000668    | Classé         | 1982      |                |
| Konsole | Holz, vergoldet, Marmor, um 1775 | in der Kirche St-Sébastien (Lage)                        | PM54000673    | Classé         | 1984      |                |
| Buntglasfenster | zwischen 1928 und 1931, von Georges Janin | in der Villa Bonnabel (Lage)                             | PM54000682    | Classé         | 1988      |                |
| Skulptur Heiliger Johannes Nepomuk                                                                                  | mit Konsole; Stein und Stuck, farbig gefasst und vergoldet, 18. Jahrhundert | in der Kirche Notre-Dame-de-Bonsecours (Lage)            | PM54001022    | Classé         | 1991      |                |
| Skulptur Heiliger Joseph                                                                                            | mit Konsole; Stein und Stuck, farbig gefasst und vergoldet, 18. Jahrhundert | in der Kirche Notre-Dame-de-Bonsecours (Lage)            | PM54001023    | Classé         | 1991      |                |
| 17 Gemälde mit allegorischen Darstellungen                                                                          | Ölfarbe auf Leinwand, maroufliert, 1899 von Henri Maclot und Paul Martignon | im Freimaurertempel (Lage)                               | PM54002025    | Classé         | 2007      |                |
| Toraschild (1) | Silber, vergoldet, um 1800 | in der Synagoge (Lage)                                   | PM54002022    | Classé         | 2012      |                |
| Weihrauchfass (1)                                                                                                   | Silber, zweite Hälfte des 18. Jahrhunderts | in der Kathedrale Notre-Dame-de-l’Annonciation (Lage)    | PM54001729    | Inscrit        | 2002      |                |
| Weihrauchfass (2)                                                                                                   | Silber, um 1800 | in der Kathedrale Notre-Dame-de-l’Annonciation (Lage)    | PM54001730    | Inscrit        | 2002      |                |
| Gemälde Christus und Petrus                                                                                         | Ölfarbe auf Leinwand, 18. Jahrhundert, von Claude Charles | in der Kirche St-Nicolas (Lage)                          | PM54001737    | Inscrit        | 1992      |                |
| Wandgemälde Heilige Appollonia                                                                                      | | im Hôtel de la Mission Royale (Lage)                     | PM54002069    | Inscrit        | 2015      |                |
| Orgel | Haupteintrag für PM54001738 | in der protestantischen Kirche St-Jean (Lage)            | PM54002168    | Inscrit        | 2009      |                |
| Orgelprospekt | 1856 von Joseph Cuvillier gebaut | in der protestantischen Kirche St-Jean (Lage)            | PM54001738    | Inscrit        | 2009      |                |
| Pietà | Holz, farbig gefasst, 17. Jahrhundert | in der Kathedrale Notre-Dame-de-l’Annonciation (Lage)    | PM54001287    | Classé         | 2003      |                |
| Chororgel | Haupteintrag für PM54001314 | in der Kirche St-Léon (Lage)                             | PM54001315    | Inscrit        | 1990      |                |
| Instrumentalteil der Chororgel                                                                                      | 1869 gebaut, möglicherweise von Callinet | in der Kirche St-Léon (Lage)                             | PM54001314    | Inscrit        | 1990      |                |
| Orgel | Haupteintrag für PM54001011; Prospekt von Eugène Vallin | in der Kirche St-Nicolas (Lage)                          | PM54001316    | Classé         | 1991      |                |
| Instrumentalteil der Orgel                                                                                          | 1897 von Henri Didier gebaut | in der Kirche St-Nicolas (Lage)                          | PM54001011    | Classé         | 1991      |                |
| Tablett mit zwei Kännchen (1)                                                                                       | Silber, vergoldet, 18. Jahrhundert | in der Kathedrale Notre-Dame-de-l’Annonciation (Lage)    | PM54000518    | Classé         | 1898      |                |
| Orgel | Ensemble aus PM54000509 und PM54001311 | in der Kathedrale Notre-Dame-de-l’Annonciation (Lage)    | PM54001310    | Classé         | 1906 2003 | weitere Bilder |
| Orgelprospekt | 1755/56 gebaut, Entwurf Jean-Nicolas Jennesson | in der Kathedrale Notre-Dame-de-l’Annonciation (Lage)    | PM54000509    | Classé         | 1906      | weitere Bilder |
| Instrumentalteil der Orgel                                                                                          | zwischen 1756 und 1763 von Nicolas Dupont gebaut; 1814durch Jean-François Vautrin erweitert; 1867 von Aristide Cavaillé-Coll umgebaut; 1965 von Hærpfer-Erman restauriert                                       | in der Kathedrale Notre-Dame-de-l’Annonciation (Lage)    | PM54001311    | Classé         | 2003      | weitere Bilder |
| Orgel | Ensemble aus PM54001012 und PM54000662 | in der Kirche St-Joseph (Lage)                           | PM54001312    | Classé Inscrit | 1983 1990 |                |
| Orgelprospekt | 1758 von Jean Adam Dingler gebaut | in der Kirche St-Joseph (Lage)                           | PM54000662    | Classé         | 1983      |                |
| Instrumentalteil der Orgel                                                                                          | 1758 von Jean Adam Dingler gebaut, 1882 von Jean Blési ergänzt | in der Kirche St-Joseph (Lage)                           | PM54001012    | Classé Inscrit | 1990      |                |
| Gemälde Aufstand im Warschauer Ghetto                                                                               | Ölfarbe auf Leinwand, 1946 von Emmanuel Mané-Katz | im Haus der Association Culturelle Juive de Nancy (Lage) | PM54001290    | Classé         | 2007      |                |
| Chapier | Sakristeischrank für liturgische Gewänder mit 12 Schubfächer; Holz, 1788 | in der Kathedrale Notre-Dame-de-l’Annonciation (Lage)    | PM54001728    | Inscrit        | 2002      |                |
| Sechs Kronleuchter                                                                                                  | Kupfer, vergoldet, zweite Hälfte des 19. Jahrhunderts | in der Kirche St-Sébastien (Lage)                        | PM54001733    | Inscrit        | 1982      |                |
| Gemälde Ekstase des heiligen Franz Xaver (2)                                                                        | Ölfarbe auf Leinwand, maroufliert, 17. oder 18. Jahrhundert, Kopie nach oder von Jean Le Clerc | in der Kirche St-Nicolas (Lage)                          | PM54001736    | Inscrit        | 1979      |                |
| Gemälde Unterweisung Mariens                                                                                        | Ölfarbe auf Leinwand, vergoldeter Holzrahmen, 18. oder 19. Jahrhundert | in der Kathedrale Notre-Dame-de-l’Annonciation (Lage)    | PM54002064    | Inscrit        | 2015      |                |
| Gemälde Der heilige Fiacrius im Gebet                                                                               | Ölfarbe auf Leinwand, vergoldeter Holzrahmen, 19. Jahrhundert | in der Kathedrale Notre-Dame-de-l’Annonciation (Lage)    | PM54002070    | Inscrit        | 2015      |                |
| Gemälde Der heilige Sebastian wird von Irene gepflegt                                                               | Ölfarbe auf Leinwand, vergoldeter Holzrahmen, 18. Jahrhundert | in der Kathedrale Notre-Dame-de-l’Annonciation (Lage)    | PM54002071    | Inscrit        | 2015      |                |
| Fenster des Treppenhauses                                                                                           | | im Hôtel de la Mission Royale (Lage)                     | PM54002072    | Inscrit        | 2015      |                |
| Deckengesims | Holz, um 1899 | im Freimaurertempel (Lage)                               | PM54002027    | Classé         | 2007      |                |
| Gemälde Rosenkranzmadonna                                                                                           | Ölfarbe auf Leinwand, 1596 von Jean de Wayembourg; im Musée lorrain aufbewahrt | in der Kathedrale Notre-Dame-de-l’Annonciation (Lage)    | PM54000520    | Classé         | 1898      |                |
| Skulptur Madonna mit Kind                                                                                           | Stein, 16. Jahrhundert | in der Kathedrale Notre-Dame-de-l’Annonciation (Lage)    | PM54000523    | Classé         | 1908      |                |
| Entwurfsskizze Deckengemälde der Vierungskuppel                                                                     | Anfang des 18. Jahrhunderts, von Claude Jacquard; im Musée lorrain aufbewahrt | in der Kathedrale Notre-Dame-de-l’Annonciation (Lage)    | PM54000528    | Classé         | 1908      |                |
| Zwei Entwurfsskizzen: Krönung des heiligen Sigibert und Der heilige Sigibert bedient die Armen                      | erste Hälfte des 18. Jahrhunderts, von Claude Charles | in der Kathedrale Notre-Dame-de-l’Annonciation (Lage)    | PM54000532    | Classé         | 1908      |                |
| Schrein des heiligen Sigibert                                                                                       | Holz, vergoldet, zweite Hälfte des 18. Jahrhunderts | in der Kathedrale Notre-Dame-de-l’Annonciation (Lage)    | PM54000537    | Classé         | 1908      |                |
| Kelch (1) | Silber, vergoldet, 17. Jahrhundert | in der Kathedrale Notre-Dame-de-l’Annonciation (Lage)    | PM54000541    | Classé         | 1960      |                |
| Kelch (2) | Silber, vergoldet, 18. Jahrhundert | in der Kathedrale Notre-Dame-de-l’Annonciation (Lage)    | PM54000544    | Classé         | 1960      |                |
| Kelch (3) | Silber, vergoldet, Anfang des 19. Jahrhunderts | in der Kathedrale Notre-Dame-de-l’Annonciation (Lage)    | PM54000545    | Classé         | 1960      |                |
| Kreuzigungsgruppe                                                                                                   | Obstbaumholz, Stoff, Holzrahmen, Anfang des 18. Jahrhunderts | in der Kathedrale Notre-Dame-de-l’Annonciation (Lage)    | PM54000554    | Classé         | 1977      |                |
| Gemälde Madonna mit Jesuskind und Johannesknaben, zu ihren Füßen Jean-Claude de Bouzey                              | Ölfarbe auf Leinwand, 1757 | in der Kathedrale Notre-Dame-de-l’Annonciation (Lage)    | PM54000560    | Classé         | 1977      |                |
| Kommunionbank (1)                                                                                                   | Schmiedeeisen, 18. Jahrhundert, von Jean Lamour | in der Kirche Notre-Dame-de-Bonsecours (Lage)            | PM54000572    | Classé         | 1908      |                |
| Zwei Beichtstühle                                                                                                   | Holz, Ende des 19. Jahrhunderts, von Eugène Vallin | in der Kirche Notre-Dame-de-Bonsecours (Lage)            | PM54000575    | Classé         | 1908      |                |
| Pietà | Stein, 15. Jahrhundert | in der Basilika St-Epvre (Lage)                          | PM54000578    | Classé         | 1908      |                |
| Reliquiar | Silber, 18. Jahrhundert; 1994 gestohlen | in der Basilika St-Epvre (Lage)                          | PM54000580    | Classé         | 1971      |                |
| Gemälde Die heilige Familie, umgeben von Heiligen                                                                   | Ölfarbe auf Leinwand, maroufliert, 1617 von Raymond Constant | in der Kirche St-Nicolas (Lage)                          | PM54000587    | Classé         | 1979      |                |
| Gemälde Predigt des heiligen Franz Xaver (2)                                                                        | Ölfarbe auf Leinwand, maroufliert, erste Hälfte des 18. Jahrhunderts, von Claude Charles | in der Kirche St-Nicolas (Lage)                          | PM54000593    | Classé         | 1979      |                |
| Kruzifix (1) | Holz, Anfang des 18. Jahrhunderts, von César Bagard | in der Kirche St-Sébastien (Lage)                        | PM54000601    | Classé         | 1908      |                |
| Gemälde Martyrium des heiligen Sebastian                                                                            | Ölfarbe auf Leinwand, 17. Jahrhundert Jean Le Clerc zugeschrieben | in der Kirche St-Sébastien (Lage)                        | PM54000603    | Classé         | 1964      |                |
| Grabdenkmal für Thibault VII. de Neufchâtel                                                                         | Stein, nach 1396 | in der Kirche St-François-des-Cordeliers (Lage)          | PM54000607    | Classé         | 1846      |                |
| Grabdenkmal für René II., Herzog von Lothringen                                                                     | Stein, bemalt, nach 1508 | in der Kirche St-François-des-Cordeliers (Lage)          | PM54000610    | Classé         | 1846      | weitere Bilder |
| Zwei Gemälde: Elieser trifft auf Rebekka und Hochzeit von Isaak und Rebekka                                         | Ölfarbe auf Leinwand, zweites Vierte des 18. Jahrhunderts, von Claude Charles; im Musée des Beaux-Arts de Nancy aufbewahrt                                                                                      | in der Kirche St-François-des-Cordeliers (Lage)          | PM54000618    | Classé         | 1908      |                |
| Gemälde Kreuzigungsgruppe                                                                                           | Ölfarbe auf Leinwand, 18. Jahrhundert | im Musée des Beaux-Arts de Nancy (Lage)                  | PM54000624    | Classé         | 1909      |                |
| Gemälde Heiliger Bruno                                                                                              | Hinterglasmalerei, zweite Hälfte des 18. Jahrhunderts | in der Kathedrale Notre-Dame-de-l’Annonciation (Lage)    | PM54000636    | Classé         | 1980      |                |
| Monstranz (1) | Silber, vergoldet, um 1800 | in der Kathedrale Notre-Dame-de-l’Annonciation (Lage)    | PM54000643    | Classé         | 1982      |                |
| Zwei Kännchen | Silber, vergoldet, um 1767 | in der Kathedrale Notre-Dame-de-l’Annonciation (Lage)    | PM54000644    | Classé         | 1982      |                |
| Weihrauchfass (3)                                                                                                   | Silber, Kupfer, Ende des 18. Jahrhunderts | in der Kathedrale Notre-Dame-de-l’Annonciation (Lage)    | PM54000646    | Classé         | 1982      |                |
| Tablett | Silber, zweite Hälfte des 18. Jahrhunderts | in der Kathedrale Notre-Dame-de-l’Annonciation (Lage)    | PM54000647    | Classé         | 1982      |                |
| Prämonstratenser-Ornat                                                                                              | Kasel, Stola, Manipel, Kelchvelum und Bursa; Seide, bestick, Metallfaden, Anfang des 18. Jahrhunderts | in der Kathedrale Notre-Dame-de-l’Annonciation (Lage)    | PM54000648    | Classé         | 1982      |                |
| Schale mit zwei Kännchen (von Charles-Auguste-Marie-Joseph de Forbin-Janson)                                        | Silber, vergoldet, zwischen 1831 und 1840 | in der Kirche St-Vincent-et-St-Fiacre (Lage)             | PM54000655    | Classé         | 1982      |                |
| Monstranz (2) | Silber, vergoldet, 1857 | in der Kirche St-Vincent-et-St-Fiacre (Lage)             | PM54000660    | Classé         | 1982      |                |
| Josephsaltar | Altartisch, Altaraufbau, Tabernakel, Retabel und Skulptur; Eichenholz, vergoldet, Ende des 19. Jahrhunderts, von Eugène Vallin                                                                                  | in der Kirche St-Sébastien (Lage)                        | PM54000669    | Classé         | 1982      |                |
| Gemälde Mariä Verkündigung                                                                                          | Ölfarbe auf Leinwand, Mitte des 18. Jahrhunderts, Jean Girardet zugeschrieben | in der Kirche St-Sébastien (Lage)                        | PM54000678    | Classé         | 1983      |                |
| Gemälde Auferstehung Christi                                                                                        | Ölfarbe auf Leinwand, Anfang des 18. Jahrhunderts, Ludovic Duperron zugeschrieben | in der Kirche St-Sébastien (Lage)                        | PM54000679    | Classé         | 1983      |                |
| Gemälde Heiliger Karl Borromäus                                                                                     | Ölfarbe auf Leinwand, vergoldeter Eichenholzrahmen, erste Hälfte des 18. Jahrhunderts, von Charles Claude; im Grand Séminaire von Villers-lès-Nancy aufbewahrt                                                  | in der Kirche St-François-des-Cordeliers (Lage)          | PM54000680    | Classé         | 1983      |                |
| Chororgel | Haupteintrag für PM54001010 | in der Basilika St-Epvre (Lage)                          | PM54001723    | Classé         | 1990      |                |
| Instrumentalteil der Chororgel                                                                                      | 1867 von Merklin-Schütze gebaut | in der Basilika St-Epvre (Lage)                          | PM54001010    | Classé         | 1990      |                |
| Skulptur einer heiligen Königin                                                                                     | mit Konsole; Stein und Stuck, farbig gefasst und vergoldet, 18. Jahrhundert | in der Kirche Notre-Dame-de-Bonsecours (Lage)            | PM54001024    | Classé         | 1991      |                |
| Skulptur Heiliger Franz Xaver                                                                                       | mit Konsole; Stein und Stuck, farbig gefasst und vergoldet, 18. Jahrhundert | in der Kirche Notre-Dame-de-Bonsecours (Lage)            | PM54001026    | Classé         | 1991      |                |
| Skulptur Erzengel Michael                                                                                           | mit Konsole; Stein und Stuck, farbig gefasst und vergoldet, Holz, Metall, 18. Jahrhundert | in der Kirche Notre-Dame-de-Bonsecours (Lage)            | PM54001028    | Classé         | 1991      |                |
| Osmanische Fahne (1)                                                                                                | Stoff, vor 1716 | in der Kirche Notre-Dame-de-Bonsecours (Lage)            | PM54001034    | Classé         | 1991      |                |
| Vorhang für den Chorraum                                                                                            | Segeltuch, bemalt, 1830 | in der Kirche Notre-Dame-de-Bonsecours (Lage)            | PM54001020    | Classé         | 1991      |                |
| Altar Martyrium des heiligen Stanislaus                                                                             | Altartisch, Retabel und Gemälde; Marmor, Holz, Ölfarbe auf Leinwand, 18. Jahrhundert | in der Kirche Notre-Dame-de-Bonsecours (Lage)            | PM54001015    | Classé         | 1991      |                |
| Katharina-von-Alexandrien-Altar                                                                                     | Altartisch, Retabel und Gemälde; Marmor, Holz, Ölfarbe auf Leinwand, 18. Jahrhundert | in der Kirche Notre-Dame-de-Bonsecours (Lage)            | PM54001276    | Classé         | 2000      |                |
| Orgel | Ensemble aus PM54002105 und PM54002106 | in der Kirche St-Mansuy (Lage)                           | PM54002104    | Classé         | 2016      |                |
| Orgelprospekt | 1882 von Alphonse Klem gebaut | in der Kirche St-Mansuy (Lage)                           | PM54002106    | Classé         | 2016      |                |
| Instrumentalteil der Orgel                                                                                          | 1882 von Jean Blési gebaut | in der Kirche St-Mansuy (Lage)                           | PM54002105    | Classé         | 2016      |                |
| Kelch und Patene des heiligen Gauzlin                                                                               | Gold, Email, Silber, 10. Jahrhundert | in der Kathedrale Notre-Dame-de-l’Annonciation (Lage)    | PM54000511    | Classé         | 1898      |                |
| Liturgischer Kamm des heiligen Gauzlin                                                                              | Elfenbein, 10. Jahrhundert | in der Kathedrale Notre-Dame-de-l’Annonciation (Lage)    | PM54000513    | Classé         | 1898      |                |
| Osmanische Fahne (2)                                                                                                | Stoff, Rosshaar, vor 1663 | in der Kirche Notre-Dame-de-Bonsecours (Lage)            | PM54001032    | Classé         | 1991      |                |
| Chororgel | Haupteintrag für PM54001013 | in der Kirche St-Pierre (Lage)                           | PM54001317    | Classé         | 1991      |                |
| Instrumentalteil der Chororgel                                                                                      | 1837 gebaut, Claude-Ignace Callinet zugeschrieben | in der Kirche St-Pierre (Lage)                           | PM54001013    | Classé         | 1991      |                |
| Altar der Taufkapelle                                                                                               | Altartisch, Tabernakel und Retabel; Stuck und Eichenholz, farbig gefasst und vergoldet, 18. und 19. Jahrhundert                                                                                                 | in der Kirche Notre-Dame-de-Bonsecours (Lage)            | PM54001018    | Classé         | 1991      |                |
| Skulptur Heiliger Kajetan                                                                                           | Stein und Stuck, farbig gefasst und vergoldet, 18. Jahrhundert | in der Kirche Notre-Dame-de-Bonsecours (Lage)            | PM54001025    | Classé         | 1991      |                |
| Osmanische Fahne (3)                                                                                                | Stoff, Rosshaar, vor 1687 | in der Kirche Notre-Dame-de-Bonsecours (Lage)            | PM54001033    | Classé         | 1991      |                |
| Vier Kapellengitter                                                                                                 | Schmiedeeisen, 1759 | in der Kathedrale Notre-Dame-de-l’Annonciation (Lage)    | PM54000508    | Classé         | 1906      |                |
| Bischofsring des heiligen Gauzlin                                                                                   | Silber, Quarz, 10. Jahrhundert | in der Kathedrale Notre-Dame-de-l’Annonciation (Lage)    | PM54000514    | Classé         | 1898      |                |
| Reliquienmonstranz (1)                                                                                              | Silber, 17. Jahrhundert | in der Kathedrale Notre-Dame-de-l’Annonciation (Lage)    | PM54000517    | Classé         | 1898      |                |
| Gemälde Herz Jesu                                                                                                   | Ölfarbe auf Leinwand, 18. Jahrhundert, von Jean Girardet | in der Kathedrale Notre-Dame-de-l’Annonciation (Lage)    | PM54000535    | Classé         | 1908      |                |
| Zwei Kelche | Silber, vergoldet, 18. Jahrhundert | in der Kathedrale Notre-Dame-de-l’Annonciation (Lage)    | PM54000542    | Classé         | 1960      |                |
| Zwei Krummstäbe | Kupfer, vergoldet, und Metall, versilbert, Anfang des 19. Jahrhunderts | in der Kathedrale Notre-Dame-de-l’Annonciation (Lage)    | PM54000546    | Classé         | 1960      |                |
| Wandteppich | Stoff, 18. Jahrhundert | in der Kathedrale Notre-Dame-de-l’Annonciation (Lage)    | PM54000548    | Classé         | 1960      |                |
| Wasserkanne und Becken                                                                                              | Silber, vergoldet, zwischen 1732 und 1738 | in der Kathedrale Notre-Dame-de-l’Annonciation (Lage)    | PM54000552    | Classé         | 1977      |                |
| Gemälde Heilige Familie (1)                                                                                         | Ölfarbe auf Leinwand und Holz, Holzrahmen, 18. Jahrhundert | in der Kathedrale Notre-Dame-de-l’Annonciation (Lage)    | PM54000556    | Classé         | 1977      |                |
| Gemälde Ecce homo                                                                                                   | Ölfarbe auf Leinwand, Mitte des 18. Jahrhunderts, aus der Schule von Claude Charles | in der Kathedrale Notre-Dame-de-l’Annonciation (Lage)    | PM54000557    | Classé         | 1977      |                |
| Gemälde Kreuzigung                                                                                                  | Ölfarbe auf Leinwand, Holzrahmen, vor 1660, Claude Deruet zugeschrieben | in der Kathedrale Notre-Dame-de-l’Annonciation (Lage)    | PM54000559    | Classé         | 1977      |                |
| Grabdenkmal für Stanislaus I. Leszczyński                                                                           | Marmor, 1775 von Claude Vasse und Félix Lecomte | in der Kirche Notre-Dame-de-Bonsecours (Lage)            | PM54000562    | Classé         | 1906      | weitere Bilder |
| Skulptur Schutzmantelmadonna                                                                                        | Holz, 18. Jahrhundert; verkleinerte Kopie der Schutzmantelmadonna von Mansuy Gauvin | in der Kirche Notre-Dame-de-Bonsecours (Lage)            | PM54000568    | Classé         | 1908      |                |
| Taufbecken | Marmor, Stuck, 18. Jahrhundert | in der Kirche Notre-Dame-de-Bonsecours (Lage)            | PM54000569    | Classé         | 1908      |                |
| Sarg für Stanislaus I. Leszczyński, Katharina Opalińska, Franciszek Maksymilian Ossoliński und Katarzyna Ossolińska | in der Krypta; Blei, 19. Jahrhundert; als Ersatz für die in der französischen Revolution zerstörten Einzelsärge                                                                                                 | in der Kirche Notre-Dame-de-Bonsecours (Lage)            | PM54000577    | Classé         | 1974      |                |
| Kruzifix (2) | Elfenbein, 18. Jahrhundert | in der Basilika St-Epvre (Lage)                          | PM54000581    | Classé         | 1971      |                |
| Kelch (4) | Silber, vergoldet, 1764; 1994 gestohlen | in der Basilika St-Epvre (Lage)                          | PM54000582    | Classé         | 1971      |                |
| Reliquienmonstranz (2)                                                                                              | Kupfer, drittes Viertel des 19. Jahrhunderts; 1994 gestohlen | in der Basilika St-Epvre (Lage)                          | PM54000583    | Classé         | 1971      |                |
| Gemälde Emmauspilger                                                                                                | Ölfarbe auf Leinwand, maroufliert, erste Hälfte des 18. Jahrhunderts, von Claude Charles | in der Kirche St-Nicolas (Lage)                          | PM54000592    | Classé         | 1979      |                |
| Zwei Reliquiare (1)                                                                                                 | Holz, vergoldet, Mitte des 18. Jahrhunderts | in der Kirche St-Nicolas (Lage)                          | PM54000595    | Classé         | 1979      |                |
| Zwei Reliquiare (2)                                                                                                 | Holz, vergoldet, 18. Jahrhundert; im Musée lorrain aufbewahrt | in der Kirche St-Nicolas (Lage)                          | PM54000597    | Classé         | 1979      |                |
| Drei Kanontafeln | Pergament, Holz, vergoldet, Anfang des 18. Jahrhunderts; im Musée lorrain aufbewahrt | in der Kirche St-Nicolas (Lage)                          | PM54000598    | Classé         | 1979      |                |
| Orgel | Haupteintrag für PM54000605 | in der Kirche St-Sébastien (Lage)                        | PM54001318    | Classé         | 1978      |                |
| Instrumentalteil der Orgel                                                                                          | zwischen 1879 und 1881 von Dalstein-Hærpfer gebaut | in der Kirche St-Sébastien (Lage)                        | PM54000605    | Classé         | 1978      |                |
| Grabdenkmal für Heinrich III. von Vaudémontund Isabella von Lothringen                                              | Stein, 15. Jahrhundert | in der Kirche St-François-des-Cordeliers (Lage)          | PM54000606    | Classé         | 1846      | weitere Bilder |
| Grabdenkmal für Charles de Lorraine, Kardinal de Vaudémont                                                          | Mormor, Ende des 16. Jahrhunderts, von Florent Drouin | in der Kirche St-François-des-Cordeliers (Lage)          | PM54000611    | Classé         | 1846      | weitere Bilder |
| Skulpturengruppe Gerhard I. von Vaudémont und Hedwig von Dagsburg                                                   | Stein, 12. Jahrhundert | in der Kirche St-François-des-Cordeliers (Lage)          | PM54000616    | Classé         | 1908      |                |
| Chorgestühl und Wandvertäfelung                                                                                     | Holz, 17. Jahrhundert | in der Kirche St-François-des-Cordeliers (Lage)          | PM54000617    | Classé         | 1908      |                |
| Vier Skulpturen Die großen Kirchenväter                                                                             | Marmor, Ende des 16. Jahrhunderts, von Florent Douin; am Grabdenkmal für Charles de Lorraine, Kardinal de Vaudémont                                                                                             | in der Kirche St-François-des-Cordeliers (Lage)          | PM54000619    | Classé         | 1908      |                |
| Gemälde Geburt Christi (1)                                                                                          | Ölfarbe auf Leinwand, 18. Jahrhundert | im Musée des Beaux-Arts de Nancy (Lage)                  | PM54000625    | Classé         | 1909      |                |
| Gemälde Widerruf des Edikts von Nantes                                                                              | Ölfarbe auf Leinwand, Ende des 17. Jahrhunderts | im Musée des Beaux-Arts de Nancy (Lage)                  | PM54000626    | Classé         | 1909      |                |
| Skulptur Ecce homo                                                                                                  | Stein, 16. Jahrhundert, aus der Schule von Ligier Richier; im Musée lorrain ausgestellt | im Musée des Beaux-Arts de Nancy (Lage)                  | PM54000628    | Classé         | 1909      | weitere Bilder |
| Wandteppich Esther und Ahasveros                                                                                    | Wolle, Seide, 16. Jahrhundert | im Musée lorrain (Lage)                                  | PM54000631    | Classé         | 1927      |                |
| Gemälde Der Bildhauer Guibal mit seiner Familie                                                                     | Ölfarbe auf Leinwand, 18. Jahrhundert | im Musée lorrain (Lage)                                  | PM54000634    | Classé         | 1952      |                |
| Skulptur Heiliger Rochus                                                                                            | Stein, 1645/46 von Simon Drouin | in der Kathedrale Notre-Dame-de-l’Annonciation (Lage)    | PM54000640    | Classé         | 1981      |                |
| Tablett mit zwei Kännchen (2)                                                                                       | Silber, vergoldet, zwischen 1819 und 1838 | in der Kathedrale Notre-Dame-de-l’Annonciation (Lage)    | PM54000645    | Classé         | 1982      |                |
| Gemälde Taufe Christi                                                                                               | Ölfarbe auf Leinwand, Holzrahmen, um 1770, Jean-Baptiste Claudot zugeschrieben | in der Kathedrale Notre-Dame-de-l’Annonciation (Lage)    | PM54000649    | Classé Inscrit |           |                |
| Gemälde Darstellung des Herrn (1)                                                                                   | Hinterglasmalerei, 1868/69 | in der Kirche Notre-Dame-de-Bonsecours (Lage)            | PM54000652    | Classé         | 1984      |                |
| Kelch und Patene (von Charles-Auguste-Marie-Joseph de Forbin-Janson)                                                | Silber, vergoldet, zwischen 1819 und 1838 | in der Kirche St-Vincent-et-St-Fiacre (Lage)             | PM54000656    | Classé         | 1982      |                |
| Kelch (5) | Silber, vergoldet, zweite Hälfte des 18. Jahrhunderts | in der Kirche St-Vincent-et-St-Fiacre (Lage)             | PM54000658    | Classé         | 1982      |                |
| Neugotische Kanzel                                                                                                  | Stein, Holz, um 1850, nach einem Entwurf von Prosper Morey | in der Kirche St-Vincent-et-St-Fiacre (Lage)             | PM54000666    | Classé         | 1980      |                |
| Gemälde Anbetung der Könige (2)                                                                                     | Ölfarbe auf Leinwand, Anfang des 18. Jahrhunderts, Ludovic Duperron zugeschrieben | in der Kirche St-Sébastien (Lage)                        | PM54000675    | Classé         | 1983      |                |
| Monstranz (3) | Silber, vergoldet, Glas, Mitte des 19. Jahrhunderts | in der Kirche St-Sébastien (Lage)                        | PM54000681    | Classé         | 1986      |                |
| Kanzel | Holz, 1807 | in der protestantischen Kirche St-Jean (Lage)            | PM54001739    | Inscrit        | 2009      |                |
| Acht Gemälde | Ölfarbe auf Leinwand, Holzrahmen, zwischen 1939 und 1944 von Roger Casse | in der Geburtshilfeabteilung des CHRU (Lage)             | PM54001741    | Inscrit        | 1996      |                |
| Haftararolle | Tinte auf Pergament, Eichenholz, zweite Hälfte des 18. Jahrhunderts | in der Synagoge (Lage)                                   | PM54002024    | Classé         | 2012      |                |
| Mobiliar | | im Freimaurertempel (Lage)                               | PM54002029    | Classé         | 2007      |                |
| Gemälde Kruzifix | Ölfarbe auf Leinwand, vergoldeter Holzrahmen, 17. und 18. Jahrhundert | in der Kathedrale Notre-Dame-de-l’Annonciation (Lage)    | PM54002062    | Inscrit        | 2015      |                |
| Gemälde Pfingstwunder                                                                                               | Ölfarbe auf Leinwand, vergoldeter Holzrahmen, 18. Jahrhundert | in der Kathedrale Notre-Dame-de-l’Annonciation (Lage)    | PM54002067    | Inscrit        | 2015      |                |
| Diptychon Kreuzigung und Die Frauen am leeren Grab                                                                  | Elfenbein, 9. oder 10. Jahrhundert | in der Kathedrale Notre-Dame-de-l’Annonciation (Lage)    | PM54000510    | Classé         | 1898      |                |
| Ewiges Licht | Messing, 19. Jahrhundert | in der Kirche Notre-Dame-de-Bonsecours (Lage)            | PM54001021    | Classé         | 1991      |                |
| Votivtafel | Marmor, Bronze, 18. Jahrhundert | in der Kirche Notre-Dame-de-Bonsecours (Lage)            | PM54001030    | Classé         | 1991      |                |
| Kreuz | Kupfer, Email, Anfang des 13. Jahrhunderts | in der Kathedrale Notre-Dame-de-l’Annonciation (Lage)    | PM54000515    | Classé         | 1898      |                |
| Stola des heiligen Karl Borromäus                                                                                   | Seide, Goldfaden, 16. Jahrhundert | in der Kathedrale Notre-Dame-de-l’Annonciation (Lage)    | PM54000522    | Classé         | 1908      |                |
| Skulptur Madonna mit Kind                                                                                           | Stein, vor 1709, von César Bayard | in der Kathedrale Notre-Dame-de-l’Annonciation (Lage)    | PM54000524    | Classé         | 1908      |                |
| Lesepult (1) | Nussbaumholz, 17. Jahrhundert | in der Kathedrale Notre-Dame-de-l’Annonciation (Lage)    | PM54000525    | Classé         | 1908      |                |
| Wandvertäfelung der linken Sakristei                                                                                | Holz, 1733 | in der Kathedrale Notre-Dame-de-l’Annonciation (Lage)    | PM54000527    | Classé         | 1908      |                |
| Gemälde Krönung des heiligen Sigibert                                                                               | Ölfarbe auf Leinwand, erste Hälfte des 18. Jahrhunderts, von Claude Charles | in der Kathedrale Notre-Dame-de-l’Annonciation (Lage)    | PM54000530    | Classé         | 1908      |                |
| Gemälde Mariä Himmelfahrt                                                                                           | Ölfarbe auf Leinwand, 18. Jahrhundert, von Jean Girardet | in der Kathedrale Notre-Dame-de-l’Annonciation (Lage)    | PM54000534    | Classé         | 1908      |                |
| Zwei Konsoltische                                                                                                   | Holz, vergoldet, Marmor, zweite Hälfte des 18. Jahrhunderts | in der Kathedrale Notre-Dame-de-l’Annonciation (Lage)    | PM54000536    | Classé         | 1908      |                |
| Pluviale | Seide, Goldfaden, Anfang des 19. Jahrhunderts | in der Kathedrale Notre-Dame-de-l’Annonciation (Lage)    | PM54000549    | Classé         | 1975      |                |
| Skulptur Maria Immaculata                                                                                           | Marmor, zweite Hälfte des 18. Jahrhunderts | in der Kathedrale Notre-Dame-de-l’Annonciation (Lage)    | PM54000553    | Classé         | 1977      |                |
| Gemälde Heiliger Pierre Fourier                                                                                     | Ölfarbe auf Leinwand, vergoldeter Holzrahmen, 1730 von Claude Christophe | in der Kathedrale Notre-Dame-de-l’Annonciation (Lage)    | PM54000558    | Classé         | 1977      |                |
| Säulchen | Marmor, 1534, vermutlich von Jean Mansuy | in der Kathedrale Notre-Dame-de-l’Annonciation (Lage)    | PM54000561    | Classé         | 1979      |                |
| Grabdenkmal für Katharina Opalińska                                                                                 | Marmor, 1749 von Nicolas Sébastien Adam | in der Kirche Notre-Dame-de-Bonsecours (Lage)            | PM54000563    | Classé         | 1908      |                |
| Skulptur Schutzmantelmadonna                                                                                        | Stein, farbig gefasst, 1505 von Gauvain Mansuy | in der Kirche Notre-Dame-de-Bonsecours (Lage)            | PM54000565    | Classé         | 1908      |                |
| Denkmal Gelübde von Nancy                                                                                           | Marmor, 18. Jahrhundert | in der Kirche Notre-Dame-de-Bonsecours (Lage)            | PM54000566    | Classé         | 1908      |                |
| Chorgestühl | mit Skulpturen der zwölf Apostel; Holz, 18. Jahrhundert; zwei Skulpturen 2001 gestohlen | in der Kirche Notre-Dame-de-Bonsecours (Lage)            | PM54000571    | Classé         | 1908      |                |
| Balustrade | Schmiedeeisen, 18. Jahrhundert, von Jean Lamour | in der Kirche Notre-Dame-de-Bonsecours (Lage)            | PM54000573    | Classé         | 1908      |                |
| Deckengemälde | 18. Jahrhundert, von Joseph Gilles | in der Kirche Notre-Dame-de-Bonsecours (Lage)            | PM54000576    | Classé         | 1908      |                |
| Kruzifix (3) | Holz, um 1530 | in der Kirche St-Léon (Lage)                             | PM54000584    | Classé         | 1971      |                |
| Skulptur Heiliger Nikolaus                                                                                          | Kalkstein, Anfang des 18. Jahrhunderts | in der Kirche St-Nicolas (Lage)                          | PM54000586    | Classé         | 1975      |                |
| Gemälde Das Weihesakrament                                                                                          | Ölfarbe auf Leinwand, um 1700 von Claude Charles, nach Nicolas Poussin | in der Kirche St-Nicolas (Lage)                          | PM54000590    | Classé         | 1979      |                |
| Gemälde Das Gastmahl bei Simon dem Pharisäer                                                                        | Ölfarbe auf Leinwand, maroufliert, erste Hälfte des 18. Jahrhunderts, vermutlich von Claude Charles | in der Kirche St-Nicolas (Lage)                          | PM54000591    | Classé Inscrit | 1979      |                |
| Altarkreuz und sechs Altarleuchter                                                                                  | Kupfer, versilbert und vergoldet, Ende des 18. Jahrhunderts | in der Kirche St-Nicolas (Lage)                          | PM54000594    | Classé         | 1979      |                |
| Grabdenkmal für Antoine de Vaudémont und Marie de Harcourt                                                          | Stein, 15. Jahrhundert | in der Kirche St-François-des-Cordeliers (Lage)          | PM54000608    | Classé         | 1846      | weitere Bilder |
| Grabdenkmal für Philippe de Gueldre                                                                                 | Marmor, 1567 von Ligier Richier | in der Kirche St-François-des-Cordeliers (Lage)          | PM54000609    | Classé         | 1846      | weitere Bilder |
| Wandgemälde | 16. Jahrhundert | in der Kirche St-François-des-Cordeliers (Lage)          | PM54000613    | Classé         | 1908      | weitere Bilder |
| Konsoltisch (1) | Holz, bemalt, Marmor, 18. Jahrhundert | im Musée des Beaux-Arts (Lage)                           | PM54000627    | Classé         | 1909      |                |
| Gemälde Madame de Saint-Balmont zu Pferd                                                                            | Ölfarbe auf Leinwand, 1646 von Claude Deruet | im Musée lorrain (Lage)                                  | PM54000633    | Classé         | 1952      |                |
| Gemälde Heiliger Ludwig                                                                                             | Hinterglasmalerei, zweite Hälfte des 18. Jahrhunderts | in der Kathedrale Notre-Dame-de-l’Annonciation (Lage)    | PM54000637    | Classé         | 19080     |                |
| Pektorale des heiligen Franz von Sales                                                                              | Kupfer, Silber, Gold, vor 1622 | in der Kathedrale Notre-Dame-de-l’Annonciation (Lage)    | PM54000641    | Classé         | 1983      |                |
| Kelch (6) | Kupfer, vergoldet, Silber, Ende des 14. Jahrhunderts | in der Kathedrale Notre-Dame-de-l’Annonciation (Lage)    | PM54000642    | Classé Inscrit | 1982      |                |
| Kelch und Patene | Silber, vergoldet, Ende des 17. Jahrhunderts | in der Kirche St-Vincent-et-St-Fiacre (Lage)             | PM54000659    | Classé         | 1982      |                |
| Orgel | Haupteintrag für PM54000661 | in der Basilika St-Epvre (Lage)                          | PM54001309    | Classé         | 1980      | weitere Bilder |
| Instrumentalteil der Orgel                                                                                          | 1867 von Merklin-Schütze gebaut | in der Basilika St-Epvre (Lage)                          | PM54000661    | Classé         | 1980      | weitere Bilder |
| Vier Reliquiare | Holz, vergoldet, Mitte des 19. Jahrhunderts | in der Kirche St-Mansuy (Lage)                           | PM54000664    | Classé         | 1984      |                |
| Hauptaltar (1) | Marmor, Kupfer, vergoldet, um 1770 | in der Kirche St-Sébastien (Lage)                        | PM54000670    | Classé         | 1984      |                |
| Kommunionbank (2)                                                                                                   | Schmiedeeisen, Anfang des 19. Jahrhunderts | in der Kirche St-Sébastien (Lage)                        | PM54000672    | Classé         | 1984      |                |
| Konsoltisch (2) | Holz, vergoldet, Marmor, um 1775 | in der Kirche St-Sébastien (Lage)                        | PM54000674    | Classé         | 1984      |                |
| Gemälde Aussendung des heiligen Geistes                                                                             | Ölfarbe auf Leinwand, Anfang des 18. Jahrhunderts, Ludovic Duperron zugeschrieben | in der Kirche St-Sébastien (Lage)                        | PM54000676    | Classé         | 1983      |                |
| Skulptur Christus in der Rast                                                                                       | Stein, farbig gefasst, 17. Jahrhundert | in der Kirche St-Mansuy (Lage)                           | PM54001288    | Classé         | 2005      |                |
| Toraschild (2) | Silber, vergoldet, 1894 | in der Synagoge (Lage)                                   | PM54002023    | Classé         | 2012      |                |
| Zwei Reliquiare (3)                                                                                                 | Holz, versilbert und vergoldet, um 1665 | in der Kirche Notre-Dame-de-Bonsecours (Lage)            | PM54001732    | Inscrit        | 1980      |                |
| Sakristeimobiliar                                                                                                   | Eichen- und Tannenholz, um 1800 | in der Kirche St-Sébastien (Lage)                        | PM54001734    | Inscrit        | 1983      |                |
| Saaldecke mit Buntglasoberlichtern                                                                                  | um 1900 von Paul Nicolas | im Freimaurertempel (Lage)                               | PM54002026    | Classé         | 2007      |                |
| Truhe | Holz, Schmiedeeisen, 16. oder 17. Jahrhundert | in der Kathedrale Notre-Dame-de-l’Annonciation (Lage)    | PM54002063    | Inscrit        | 2015      |                |
| Gemälde Tod des heiligen Fiacrius                                                                                   | Ölfarbe auf Leinwand, vergoldeter Holzrahmen, Anfang des 19. Jahrhunderts | in der Kathedrale Notre-Dame-de-l’Annonciation (Lage)    | PM54002065    | Inscrit        | 2015      |                |
| Gemälde Heiliger Bruno                                                                                              | Ölfarbe auf Leinwand, vergoldeter Holzrahmen, 17. Jahrhundert | in der Kathedrale Notre-Dame-de-l’Annonciation (Lage)    | PM54002068    | Inscrit        | 2015      |                |
| Evangeliar des heiligen Gauzlin                                                                                     | Gold, Email, Silber, 9. und 10. Jahrhundert | in der Kathedrale Notre-Dame-de-l’Annonciation (Lage)    | PM54000512    | Classé         | 1898      |                |
| Hauptaltar (2) | Altartisch, Tabernakel, Altarkreuz und sechs Altarleuchter; Marmor, Kupfer, Glas, um 1850 | in der Kirche Notre-Dame-de-Bonsecours (Lage)            | PM54001014    | Classé         | 1991      |                |
| Seitenaltar | Eichenholz, 18. Jahrhundert | in der Kirche Notre-Dame-de-Bonsecours (Lage)            | PM54001017    | Classé         | 1991      |                |
| Kapellengitter | Schmiedeeisen, 19. Jahrhundert | in der Kirche Notre-Dame-de-Bonsecours (Lage)            | PM54001019    | Classé         | 1991      |                |
| Osmanische Fahne (4)                                                                                                | Stoff, vor 1741 | in der Kirche Notre-Dame-de-Bonsecours (Lage)            | PM54001031    | Classé         | 1991      |                |
| Kruzifix (4) | Holz, 16. Jahrhundert, Ligier Richier zugeschrieben | in der Kathedrale Notre-Dame-de-l’Annonciation (Lage)    | PM54000521    | Classé         | 1905      |                |
| Gemälde Jesus bei Maria und Martha                                                                                  | Ölfarbe auf Leinwand, erste Hälfte des 18. Jahrhunderts, von Claude Charles | in der Kathedrale Notre-Dame-de-l’Annonciation (Lage)    | PM54000529    | Classé         | 1908      |                |
| Gemälde Weihe der Primatialkirche von Nancy an den heiligen Sigibert                                                | Ölfarbe auf Leinwand, 18. Jahrhundert | in der Kathedrale Notre-Dame-de-l’Annonciation (Lage)    | PM54000533    | Classé         | 1908      |                |
| Kelch (7) | Silber, vergoldet, 17. Jahrhundert | in der Kathedrale Notre-Dame-de-l’Annonciation (Lage)    | PM54000539    | Classé         | 1960      |                |
| Kelch mit Passionsszenen                                                                                            | Silber, 18. Jahrhundert | in der Kathedrale Notre-Dame-de-l’Annonciation (Lage)    | PM54000540    | Classé         | 1960      |                |
| Tablett mit zwei Kännchen (3)                                                                                       | Silber, vergoldet, Anfang des 18. Jahrhunderts | in der Kathedrale Notre-Dame-de-l’Annonciation (Lage)    | PM54000543    | Classé         | 1960      |                |
| Liturgische Gewänder (1)                                                                                            | Kasel, Stola, Manipel, Kelchvelum und Bursa; Stoff, Metall- und Seidenfaden, erste Hälfte des 19. Jahrhunderts                                                                                                  | in der Kathedrale Notre-Dame-de-l’Annonciation (Lage)    | PM54000550    | Classé         | 1975      |                |
| Liturgische Gewänder (2)                                                                                            | Kasel, Stola, Manipel, Kelchvelum und Bursa; Seidenstoff, Metall- und Seidenfaden, Anfang des 19. Jahrhunderts                                                                                                  | in der Kathedrale Notre-Dame-de-l’Annonciation (Lage)    | PM54000551    | Classé         | 1975      |                |
| Grabdenkmal für das Herz von Maria Leszczyńska                                                                      | Marmor, 1768 von Louis Claude Vassé | in der Kirche Notre-Dame-de-Bonsecours (Lage)            | PM54000564    | Classé         | 1906      |                |
| Grabdenkmal für Franciszek Maksymilian Ossoliński                                                                   | Marmor, nach 1756 von Nicolas Sébastien Adam | in der Kirche Notre-Dame-de-Bonsecours (Lage)            | PM54000567    | Classé         | 1908      |                |
| Kanzel | Stuck, Bronze, 18. Jahrhundert | in der Kirche Notre-Dame-de-Bonsecours (Lage)            | PM54000570    | Classé         | 1908      |                |
| Kelch (8) | Silber, vergoldet, 1743; 1994 gestohlen | in der Basilika St-Epvre (Lage)                          | PM54000579    | Classé         | 1970      |                |
| Orgel | Haupteintrag für PM54000585 | in der Kirche St-Léon (Lage)                             | PM54001313    | Classé         | 1972      |                |
| Instrumentalteil der Orgel                                                                                          | 1889 von Aristide Cavaillé-Coll gebaut; 1972 grundlegend umgestaltet | in der Kirche St-Léon (Lage)                             | PM54000585    | Classé         | 1972      |                |
| Prozessionsstange Heilige Crispinus und Crispinianus                                                                | Holz, farbig gefasst und vergoldet, Ende des 18. Jahrhunderts; im Musée lorrain deponiert | in der Kirche St-Nicolas (Lage)                          | PM54000599    | Classé         | 1979      |                |
| Kelch (9) | Silber, 1771 | in der Kirche St-Nicolas (Lage)                          | PM54000600    | Classé         | 1979      |                |
| Lesepult (2) | Holz, zweite Hälfte des 18. Jahrhunderts | in der Kirche St-Sébastien (Lage)                        | PM54000602    | Classé         | 1908      |                |
| Antependium | Wolle, Seide, Glas, Anfang des 18. Jahrhunderts | in der Kirche St-Sébastien (Lage)                        | PM54000604    | Classé         | 1971      |                |
| Drei Skulpturen: Maria und betende Engel                                                                            | Marmor, 18. Jahrhundert | in der Kirche St-François-des-Cordeliers (Lage)          | PM54000614    | Classé         | 1908      |                |
| Relief Leib Christi                                                                                                 | Marmor, 18. Jahrhundert | in der Kirche St-François-des-Cordeliers (Lage)          | PM54000615    | Classé         | 1908      |                |
| Gemälde Porträt eines Prälaten                                                                                      | Ölfarbe auf Leinwand, 18. Jahrhundert | in der Académie de Nancy-Metz (Lage)                     | PM54000621    | Classé         | 1909      |                |
| Vier Kapitelle | Stein, 17. Jahrhundert | in der École nationale supérieure d’art de Nancy (Lage)  | PM54000622    | Classé         | 1909      |                |
| Gemälde Heilige Familie (2)                                                                                         | Ölfarbe auf Leinwand, 18. Jahrhundert | im Musée des Beaux-Arts (Lage)                           | PM54000623    | Classé         | 1909      |                |
| Zwei Skulpturen: Hoffnung und Glaube                                                                                | Marmor, 1709 von César Bagard | in der Kirche St-François-des-Cordeliers (Lage)          | PM54000629    | Classé         | 1908      |                |
| Einfassung der Place Stanislas                                                                                      | Zäune und Tore; Schmiedeeisen, teilweise vergoldet, zwischen 1752 und 1755, von Jean Lamour | Place Stanislas (Lage)                                   | PM54000635    | Classé         | 1886      | weitere Bilder |
| Gemälde Der heilige Aper erlöst die Gefangenen                                                                      | Ölfarbe auf Leinwand, vergoldeter Holzrahmen, 1765 von Jacques Durand oder einem seiner Söhne; im Musée des Beaux-Arts aufbewahrt                                                                               | in der Kathedrale Notre-Dame-de-l’Annonciation (Lage)    | PM54000638    | Classé         | 1980      |                |
| Kirchenfenster Marienhochzeit                                                                                       | Glasmalerei, 1868/69 von Laurent-Charles Maréchal | in der Kirche Notre-Dame-de-Bonsecours (Lage)            | PM54000651    | Classé         | 1984      |                |
| Relief Kreuzigungsgruppe                                                                                            | Stein, farbig gefasst, um 1550 | in der Kirche Notre-Dame-de-Bonsecours (Lage)            | PM54000653    | Classé         | 1981      |                |
| Polnischer Kelch | Silber, Email, vor 1814 | in der Kirche Notre-Dame-de-Bonsecours (Lage)            | PM54000654    | Classé         | 1982      |                |
| Hauptaltar | Altartisch, Tabernakel, Retabel und Skulpturen; Stein, um 1850, Entwurf Prosper Morey | in der Kirche St-Vincent-et-St-Fiacre (Lage)             | PM54000665    | Classé         | 1980      |                |
| Zwei Seitenaltäre (Marienaltar und Herz-Jesu-Altar)                                                                 | jeweils Altartisch, Retabel, Gemälde und eine Skulptur; Marmor, Stein und Holz, farbig gefasst, sowie Ölfarbe auf Leinwand, um 1885, Bildhauer Victor Huel; Gemälde aus der zweiten Hälfte des 18. Jahrhunderts | in der Kirche St-Sébastien (Lage)                        | PM54000671    | Classé         | 1984      |                |
| Gemälde Darstellung des Herrn (2)                                                                                   | Ölfarbe auf Leinwand, Anfang des 18. Jahrhunderts, von Ludovic Duperron | in der Kirche St-Sébastien (Lage)                        | PM54000677    | Classé         | 1983      |                |
| Säulen Jachin und Boas                                                                                              | auf Rädern, um 1900 | im Freimaurertempel (Lage)                               | PM54002028    | Classé         | 2007      |                |
| Bewegliche Kanzel                                                                                                   | Holz, 18. Jahrhundert | in der Kathedrale Notre-Dame-de-l’Annonciation (Lage)    | PM54001727    | Inscrit        | 1996      |                |
| Kasel | Stoff, Metallfaden, Amethyst, um 1840 | in der Kathedrale Notre-Dame-de-l’Annonciation (Lage)    | PM54001731    | Inscrit        | 1974      |                |
| Neugotischer Hauptaltar                                                                                             | Marmor, um 1870 | in der Kirche St-Léon (Lage)                             | PM54001735    | Inscrit        | 1980      |                |
| Pfarrerstuhl | Holz, 19. Jahrhundert | in der protestantischen Kirche St-Jean (Lage)            | PM54001740    | Inscrit        | 2009      |                |
| Prozessionstrage | Holz, bemalt und vergoldet, 18. Jahrhundert | in der Kathedrale Notre-Dame-de-l’Annonciation (Lage)    | PM54002060    | Inscrit        | 2015      |                |
| Kanzel | Holz, 1820 | in der Kathedrale Notre-Dame-de-l’Annonciation (Lage)    | PM54002061    | Inscrit        | 2015      |                |
| Gemälde Geburt Christi (2)                                                                                          | Ölfarbe auf Leinwand, vergoldeter Holzrahmen, 17. Jahrhundert | in der Kathedrale Notre-Dame-de-l’Annonciation (Lage)    | PM54002066    | Inscrit        | 2015      |                |